# Монеты СССР
Монеты СССР — серии монет, выпущенных Государственным банком СССР со времени его создания в 1923 году и до момента распада Советского Союза в конце августа 1991, ими также являются все монеты РСФСР (1921—1923). За этот период в результате проведения череды экономических реформ монеты несколько раз меняли внешний вид, состав номиналов, а также металл, из которого их чеканили.
В СССР в регулярном обращении находились монеты достоинством 1/2 копейки (в 1920-е годы), 1, 2, 3, 5, 10, 15, 20 копеек, а также монеты 50 копеек и 1 рубль (в 1920-е годы и с 1961 г.), 5 рублей и 10 рублей (в 1991 г). С 1960-х годов выпускались также памятные и юбилейные монеты различных номиналов.

## Монеты 1921—1923 годов (РСФСР)
В марте 1921 года Народный комиссариат финансов принял решение начать выпуск серебряных монет. В этом году были отчеканены 10, 15, 20, 50 копеек и 1 рубль. Тип лицевой стороны этих монет был одинаков: Государственный герб РСФСР, окружённый надписью «Пролетарии всех стран, соединяйтесь!». 10, 15 и 20 имели одинаковые рисунки оборотной стороны: обозначение номинала и дата внутри венка, вверху — маленькая звёздочка, окружённая лучами. 50 копеек и рубль также имели сходные рисунки оборотной стороны: пятиконечную звезду, обрамлённую венком, двойное (словами и цифрами) обозначение номинала и дата внутри венка, вверху — маленькая звёздочка, окружённая лучами. 10, 15 и 20 копеек чеканились из серебра 500-й пробы в 1921—1923 годах, а 50 копеек и рубль — из серебра 900-й пробы в 1921—1922 годах. На гурте 50 копеек и рубля были надписи соответственно: «чистого серебра 2 золотника 10,5 долей (П. Л)», «чистого серебра 4 золотника 21 доля (П. Л)» либо (А. Г) в их конце — инициалы минцмейстеров Петроградского монетного двора Петра Латышева и Артура Гартмана. В ноябре 1922 года было принято решение о чеканке золотой монеты, и в 1923 году отчеканены червонцы (10 рублей) из золота 900-й пробы. Рисунок лицевой стороны червонцев был таким же, как и у серебряных монет, на оборотной стороне изображался крестьянин-сеятель, обозначены номинал (один червонец) и дата; надписи выполнялись славянским шрифтом. На гурте червонца надпись «чистого золота 1 золотник 78,24 доли (П.Л)». 
Серебряные монеты были введены в обращение в 1924 году; они полностью повторяли параметры последних царских.

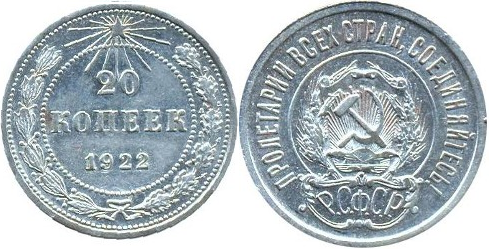
20 копеек, серебро, 1922
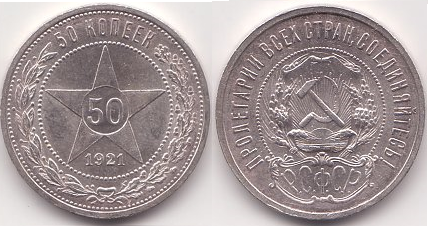
50 копеек, серебро, 1921
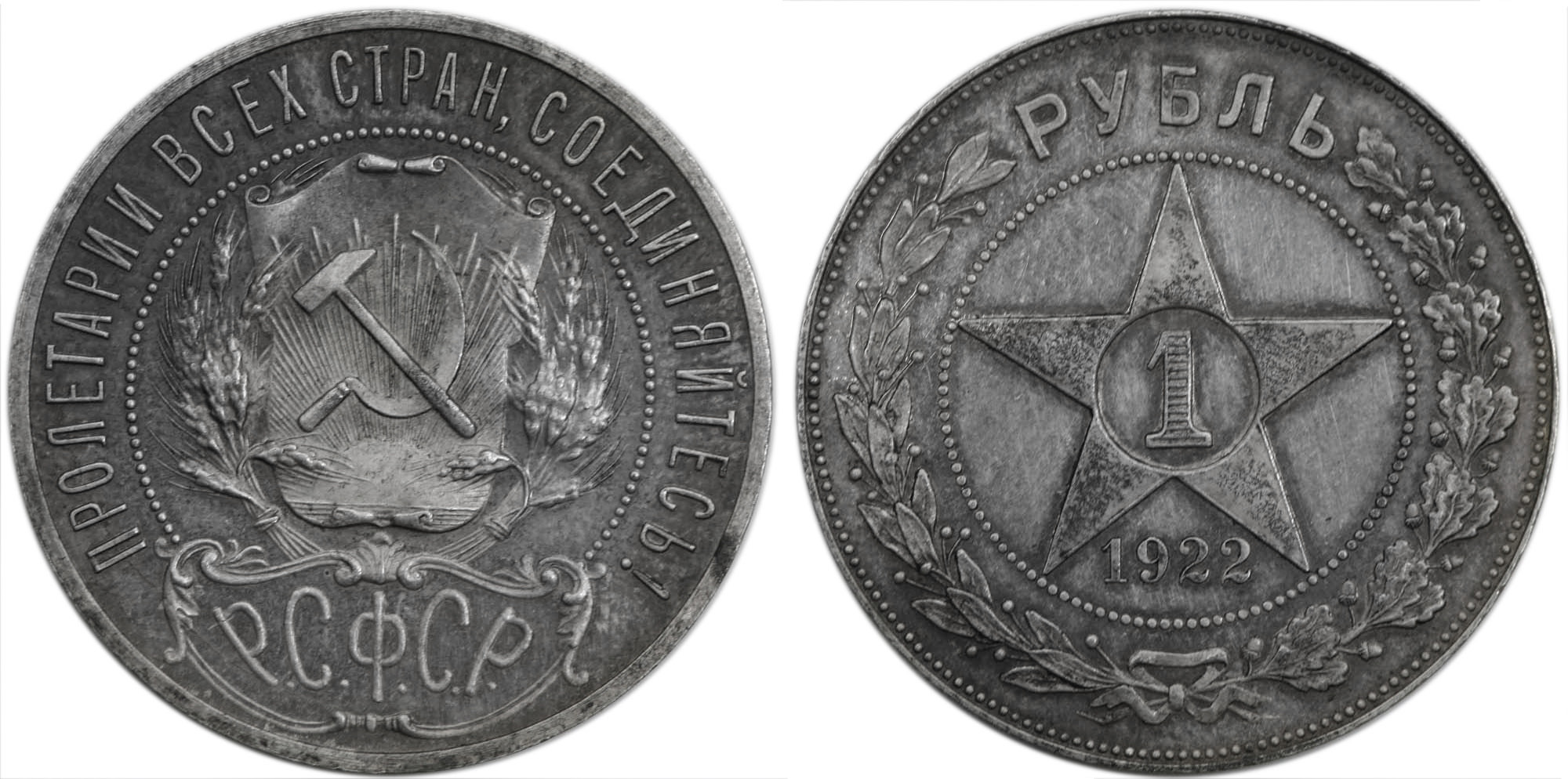
1 рубль, серебро, 1922
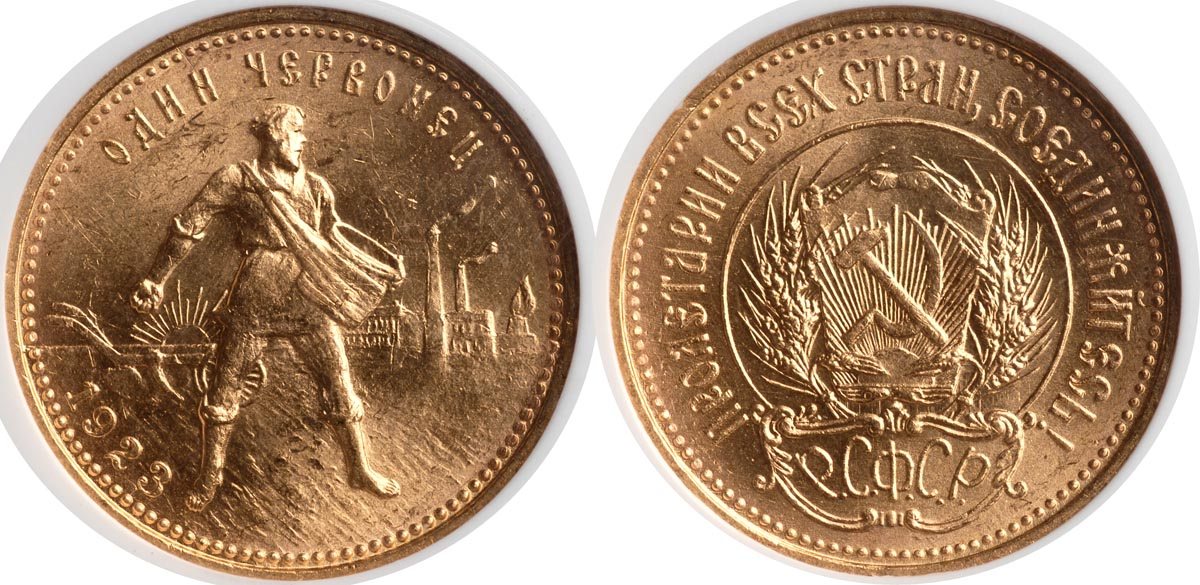
Червонец (10 рублей), золото, 1923

## Монеты 1924—1931 годов
В 1924 году начался выпуск серебряных и медных монет СССР. Медная монета достоинством в полкопейки чеканилась с 1925 по 1928 год. Медные монеты в 1 и 2 копейки чеканились в 1924—1925 годах. Медные монеты в 3 и 5 копеек чеканились только в 1924 году. Медные монеты в своём внешнем оформлении повторяли тип серебряных разменных номиналов. 10, 15 и 20 копеек чеканились из серебра 500-й пробы с 1924 по 1931 год. Полтинник (чеканился в 1924—1927 годах) и рубль (чеканился только в 1924 году) имели общий тип лицевой стороны: Государственный герб СССР и обозначение достоинства («Один полтинник», «Один рубль»), по кругу девиз «Пролетарии всех стран, соединяйтесь!». На оборотной стороне рубля помещалось изображение рабочего, обнимающего крестьянина и указывающего ему на восходящее солнце; на оборотной стороне полтинника был изображён кузнец. Полтинник и рубль чеканились из серебра 900-й пробы. На гурте полтинников Лондонского монетного двора помещена надпись: «Чистого серебра 9 грамм (2 з. 10,5 д.) Т. Р.». Две последние буквы — «Т. Р.» или «Ф. Р.» — инициалы Томаса (Фомы) Роса, ведавшего их чеканкой. На гурте полтинников Ленинградского монетного двора такая же надпись, но заканчивается буквами «П. Л.» (Пётр Латышев). На гурте рубля надпись «Чистого серебра 18 грамм (4 з. 21 д.) П. Л.».

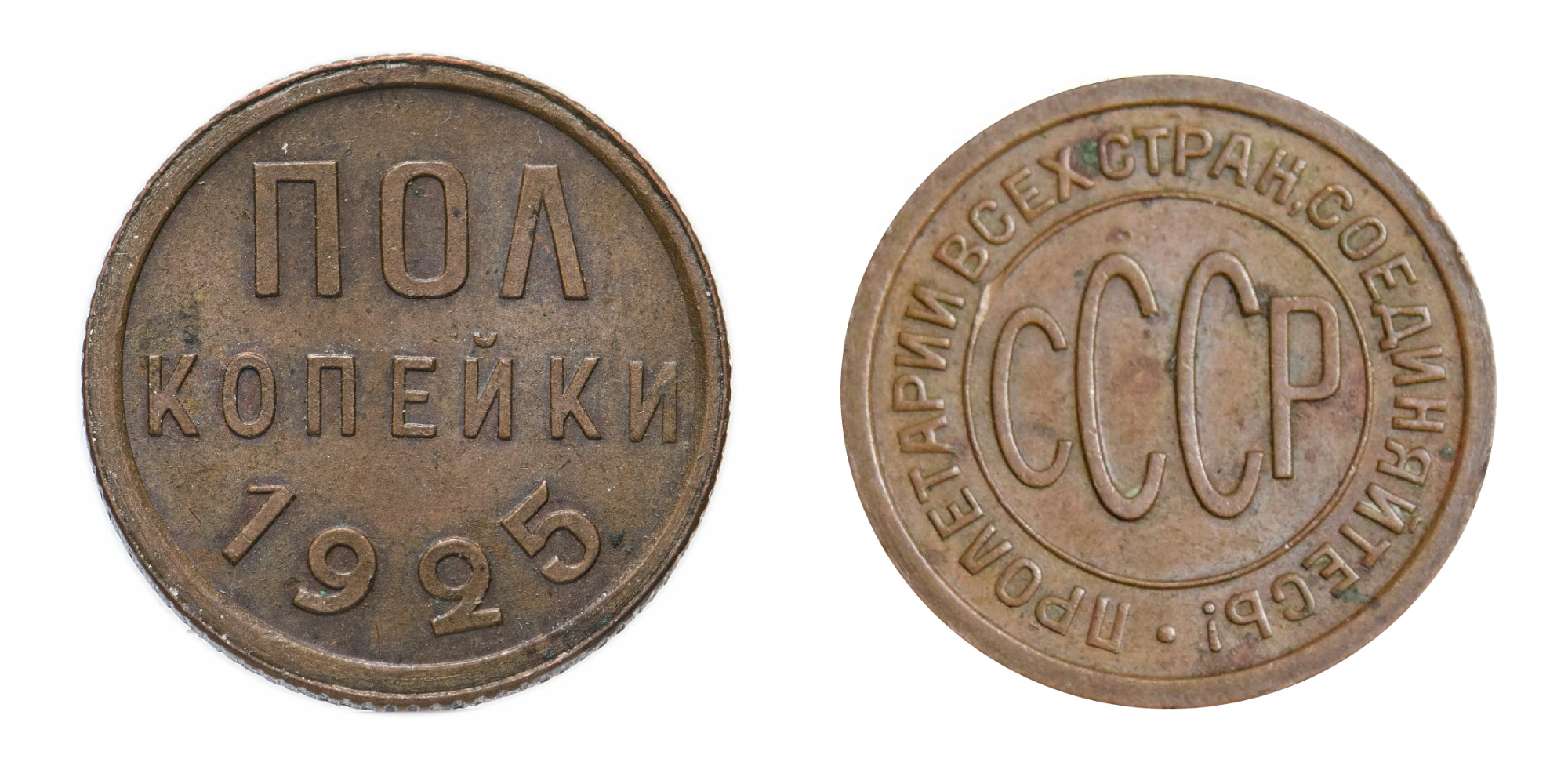
Полкопейки, медь, 1925.
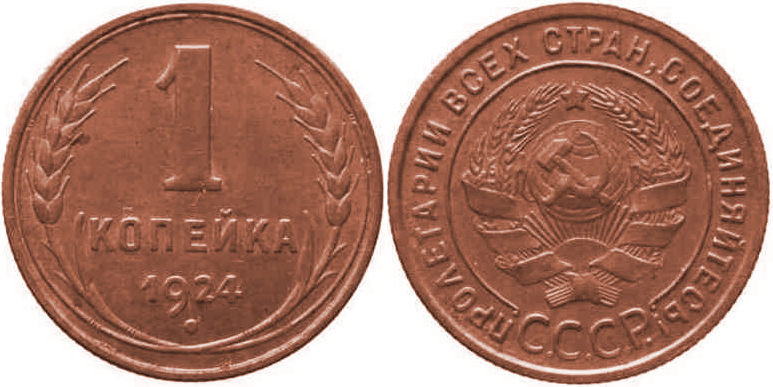
1 копейка, медь, 1924.
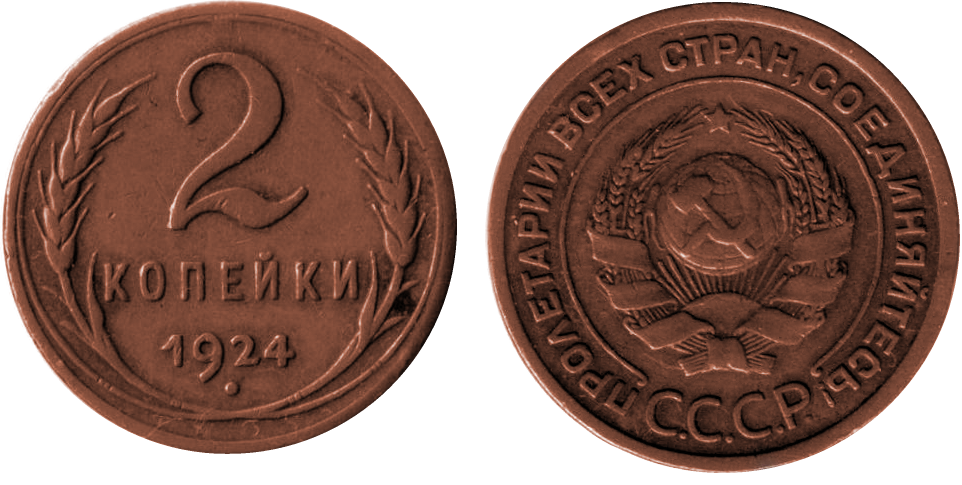
2 копейки, медь, 1924.
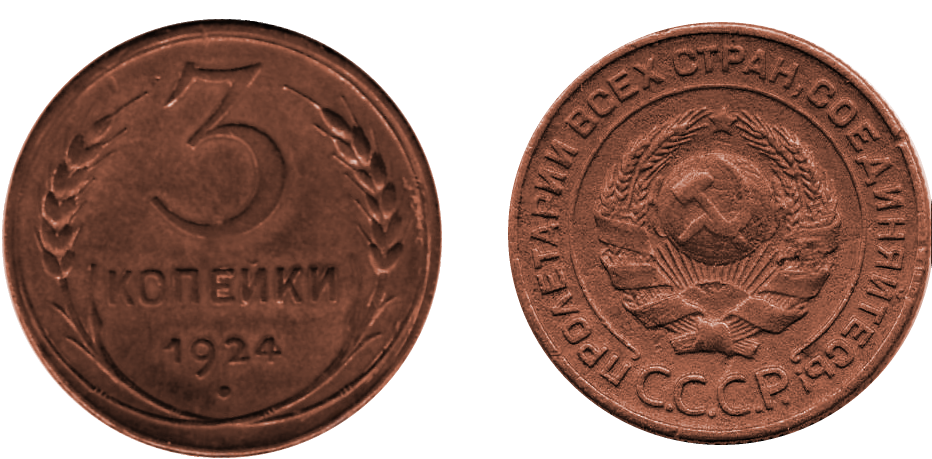
3 копейки, медь, 1924.
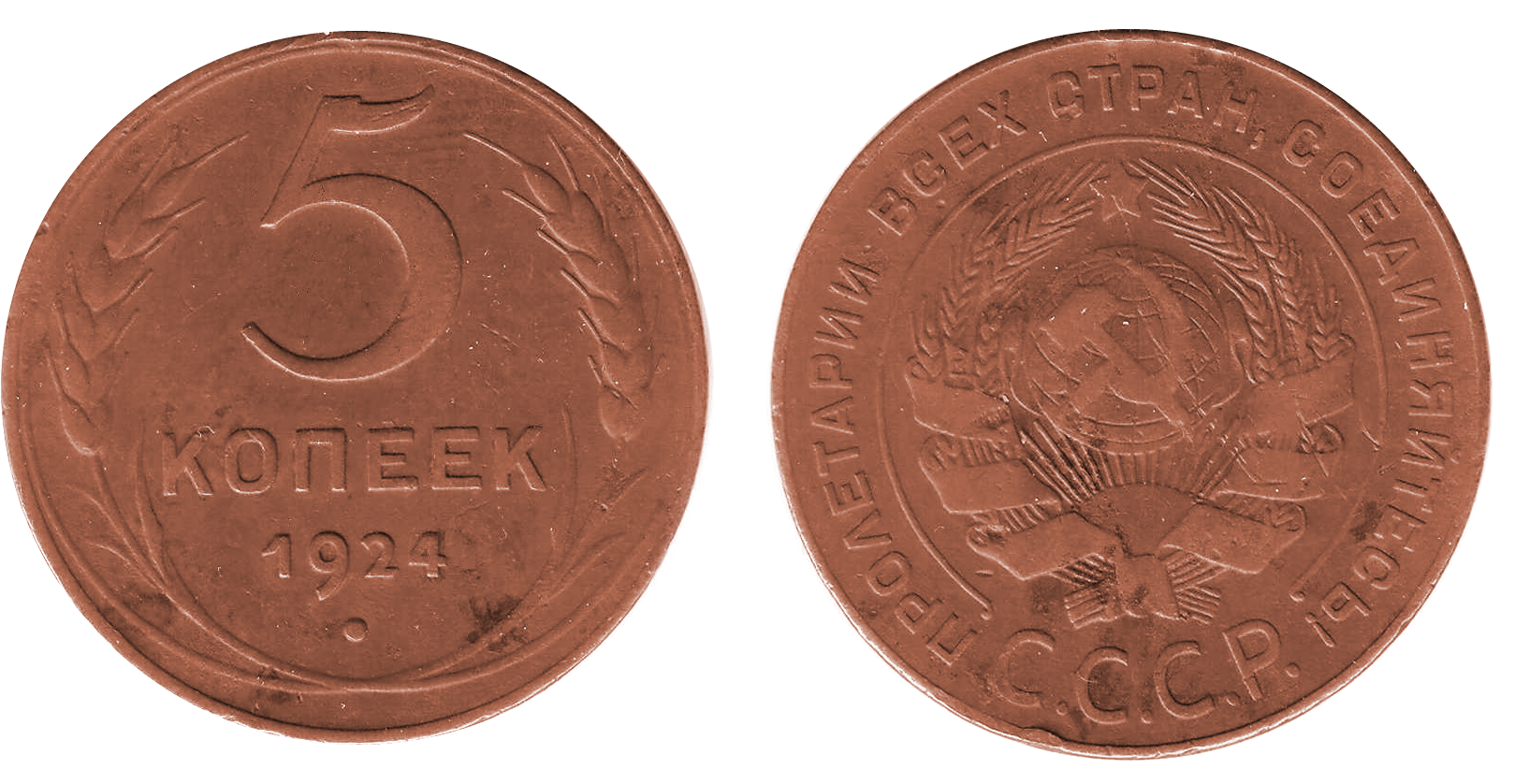
5 копеек, медь, 1924.
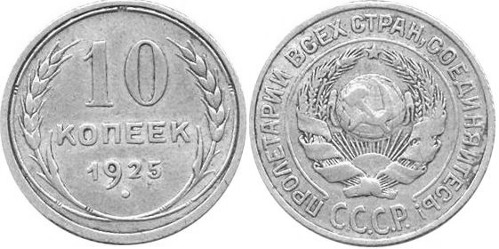
10 копеек, серебро, 1925.
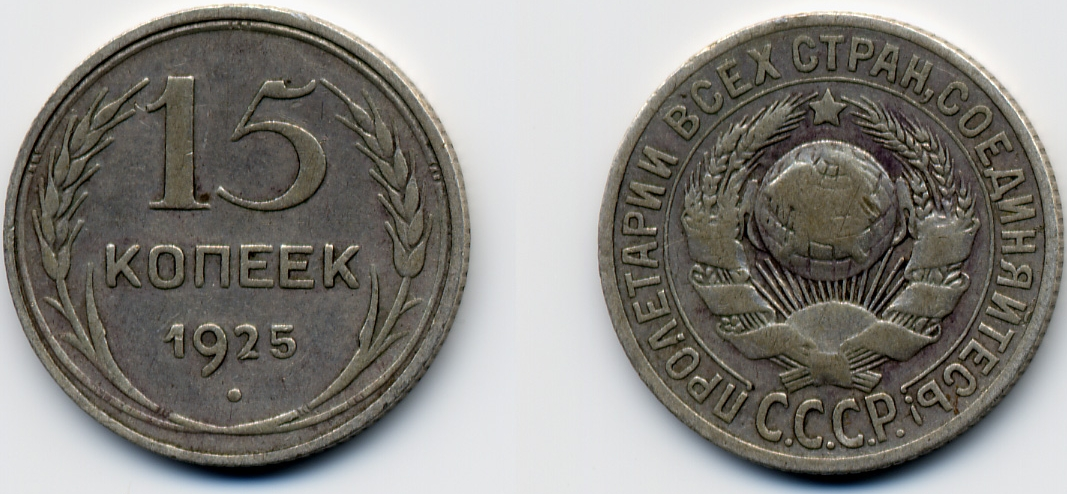
15 копеек, серебро, 1925.
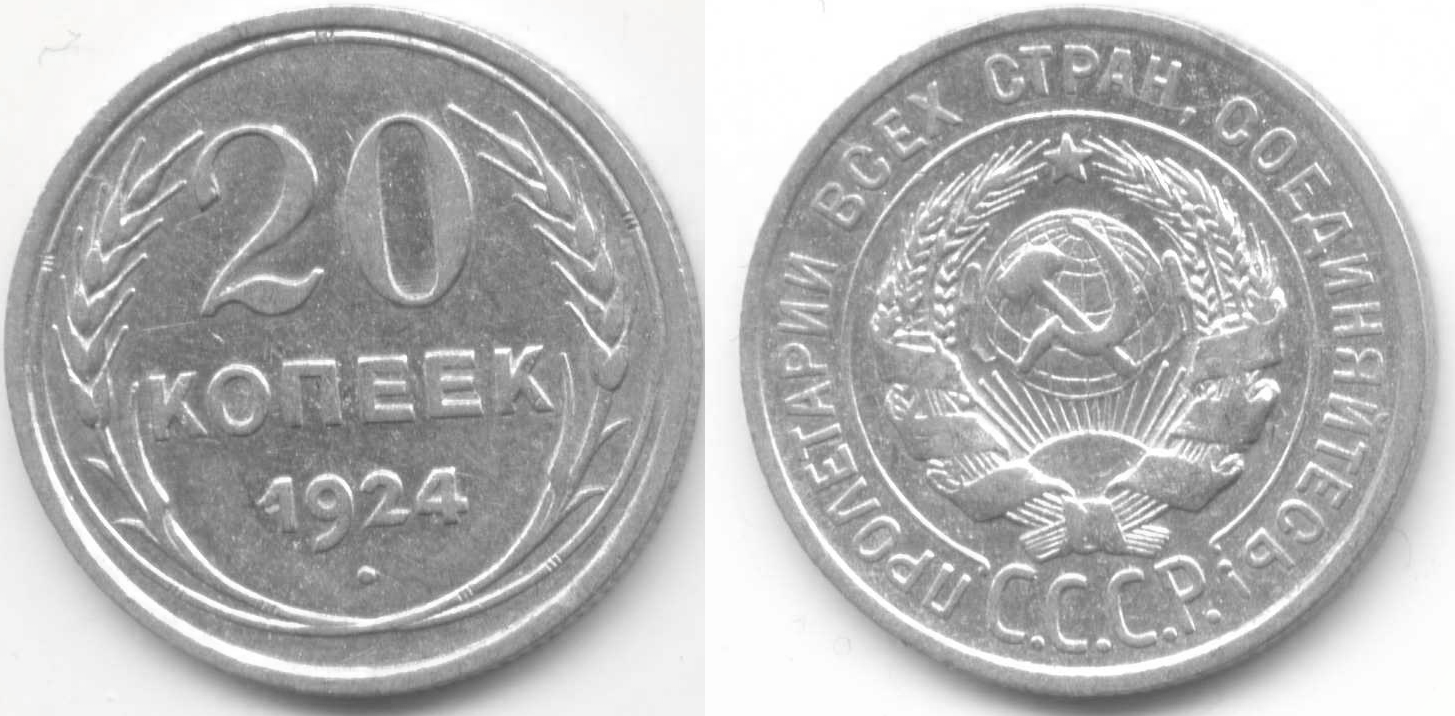
20 копеек, серебро, 1924.
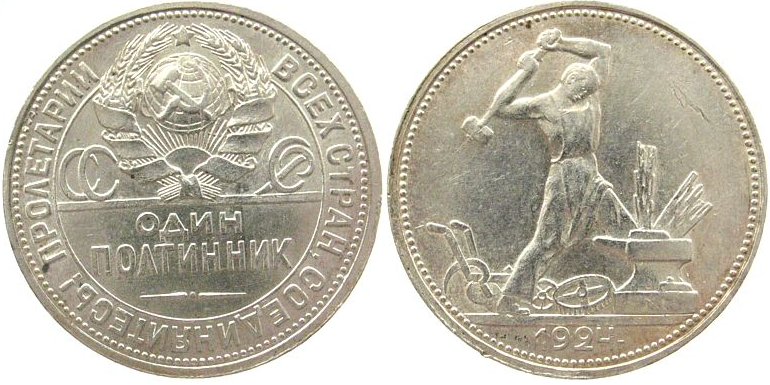
1 полтинник, серебро, 1924.
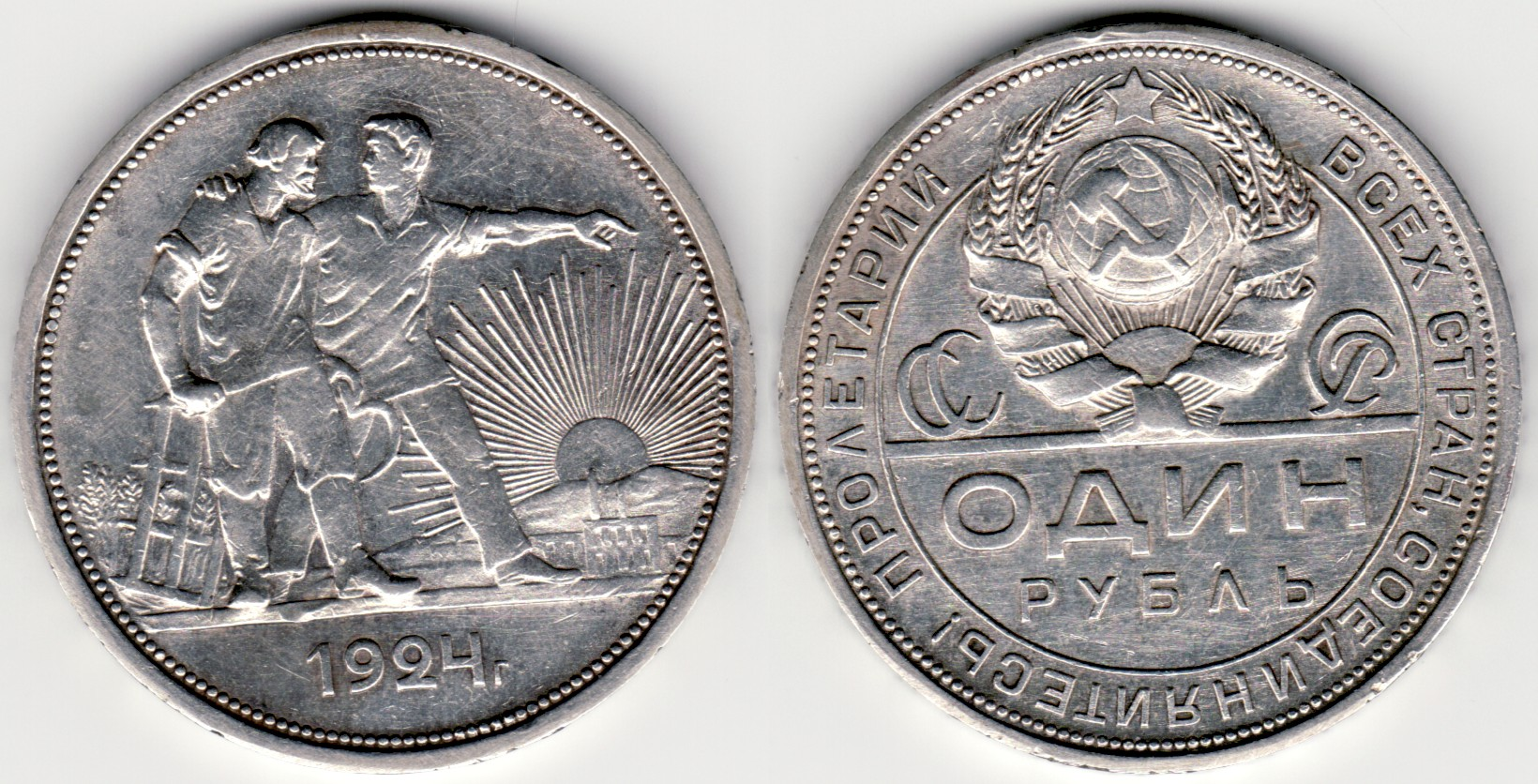
1 рубль, серебро, 1924.

## Монеты 1926—1935 годов
В связи с тем, что монетное производство поглощало много меди, необходимой для промышленных нужд, было принято решение о прекращении выпуска медной монеты. С 1926 года монетный двор начал чеканку монет 1, 2, 3 и 5 копеек из алюминиевой бронзы, повторяющую внешний вид прежних медных номиналов, но меньшего размера и массы (номинал был эквивалентен массе в граммах). Только полкопейки, выпускавшиеся до 1928, продолжали чеканиться в меди.
В 1931 году, экономя драгоценные металлы, Советский Союз отказался от производства серебряной монеты и приступил к выпуску 10, 15 и 20 копеек из медно-никелевого сплава. Лицевая сторона этих монет осталась почти такой же, как и у серебряных, а на оборотной стороне появилось изображение рабочего с молотом в руке, опирающегося на щит с обозначением номинала, и полное (не сокращённое, как прежде) название страны («Союз Советских Социалистических Республик» вместо «СССР»). Полтинник и рубль решено было вообще не чеканить.

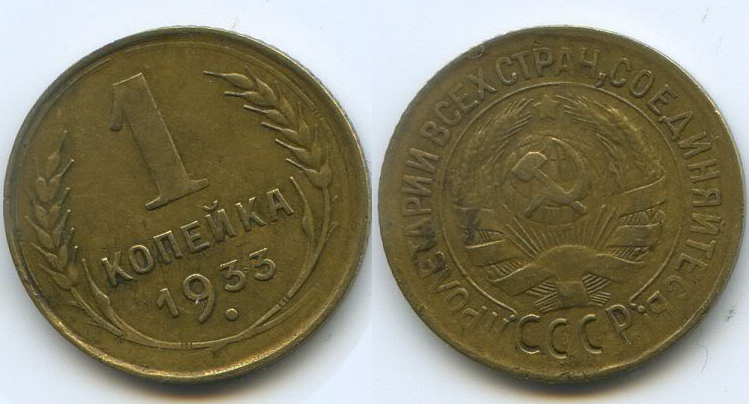
1 копейка, алюминиевая бронза, 1933
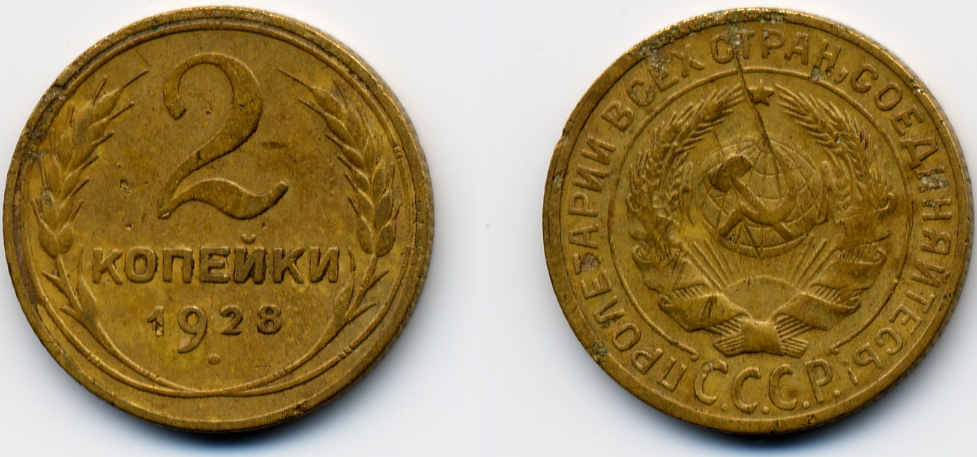
2 копейки, алюминиевая бронза, 1928
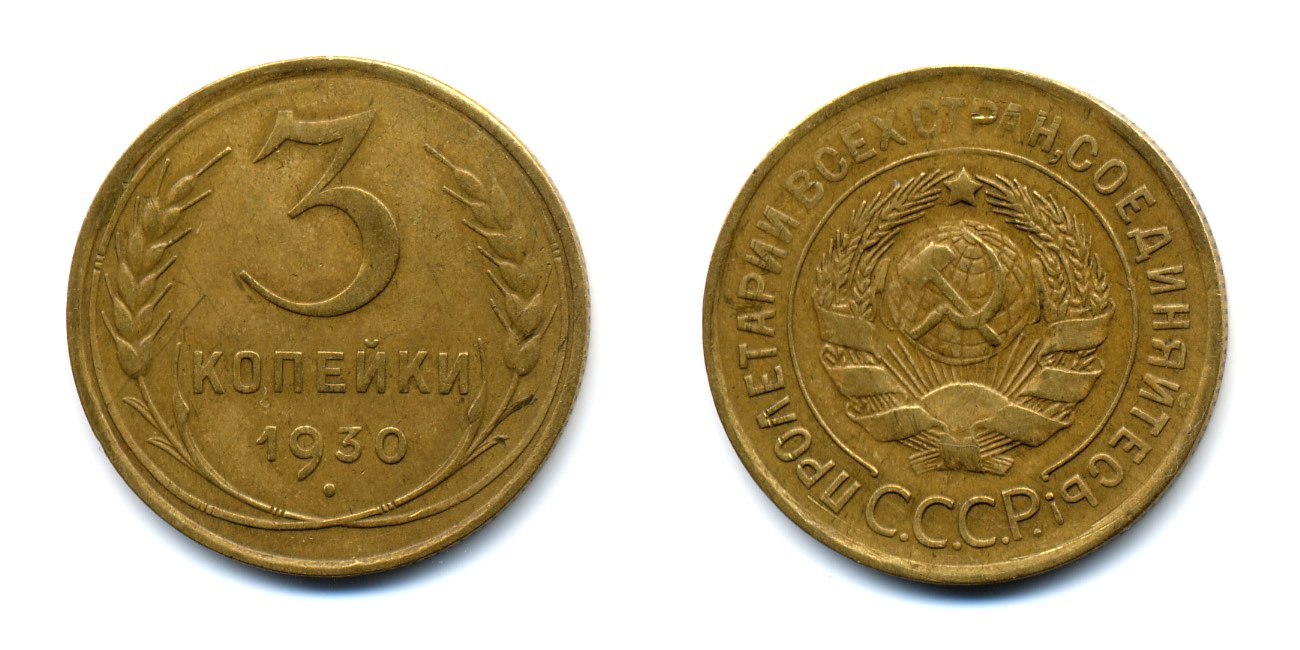
3 копейки, алюминиевая бронза, 1930
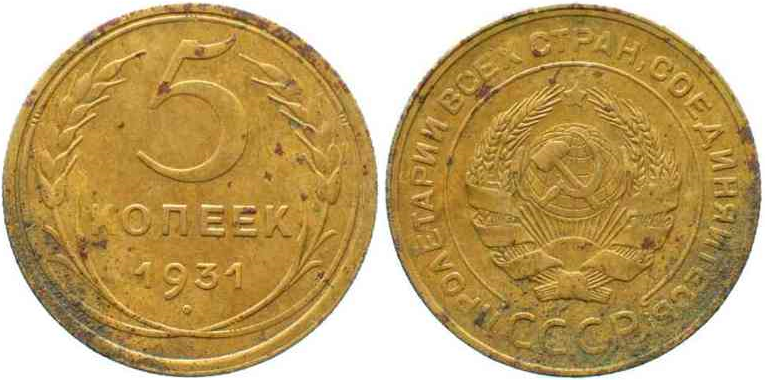
5 копеек, алюминиевая бронза, 1931
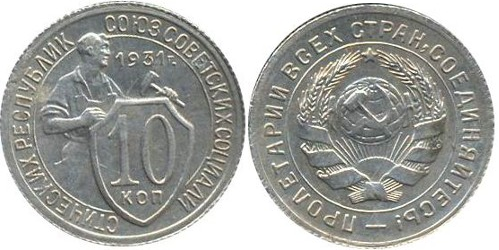
10 копеек, медно-никелевый сплав, 1931
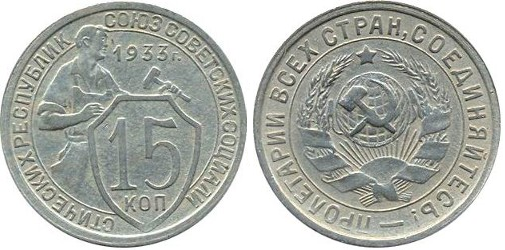
15 копеек, медно-никелевый сплав, 1933
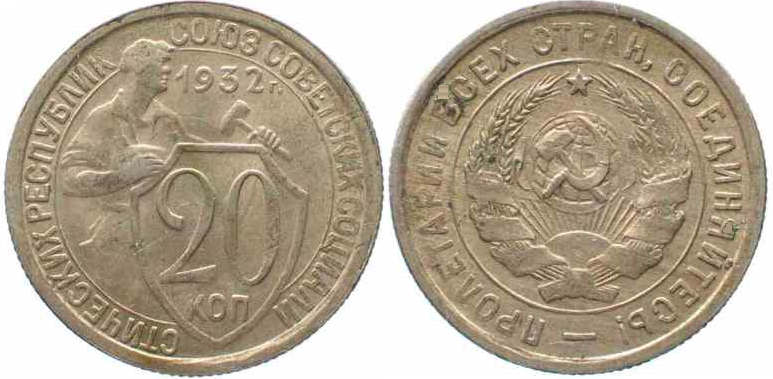
20 копеек, медно-никелевый сплав, 1932

## Монеты 1935—1957 годов
В 1935 году внешний вид советских монет был снова изменён. Большое количество мелких деталей на монетах предыдущего выпуска в сочетании с малокачественным материалом приводило к их быстрому износу, поэтому в новом дизайне количество мелких деталей было сведено к минимуму. На их лицевой стороне исчез круговой девиз «Пролетарии всех стран, соединяйтесь!», герб стал более крупным, а под ним появился текст «СССР». Рисунок оборотной стороны бронзовых монет остался прежним, медно-никелевых — изменился: в квадрате с усечёнными углами, обрамлённым колосом и ветвью дуба, помещено обозначение номинала, внизу — дата.
Медно-никелевые и бронзовые номиналы продолжали чеканиться в тех же достоинствах, что и прежде.
По мере изменения числа союзных республик в изображении Государственного герба СССР на лицевой стороне менялось количество витков ленты, опоясывающей колосья: в 1935—1936 годах их было 7, в 1937—1946 — 11, в 1948—1956 — 16, с 1957 года — 15.
Монеты 1947 года не были выпущены в обращение, так как на гербе СССР было 16 ленточек вместо 15. Почти все монеты были отправлены на переплавку, а сохранились всего несколько полных комплектов и штучные экземпляры.

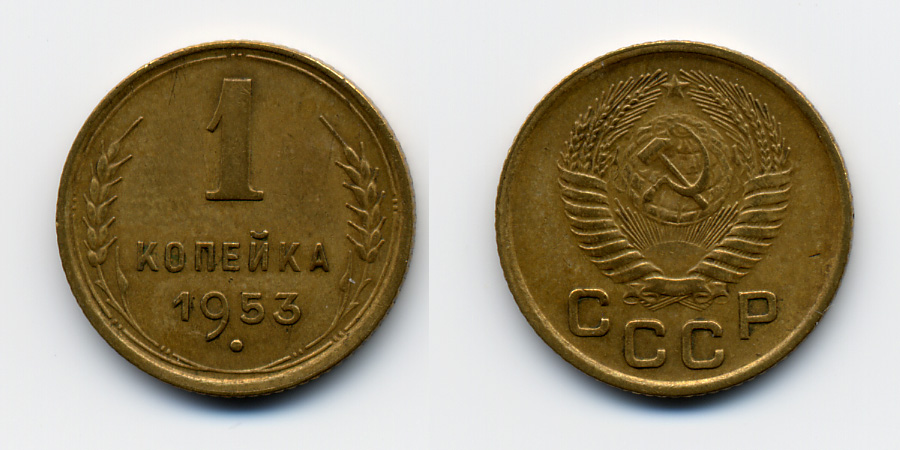
1 копейка, алюминиевая бронза, 1953.
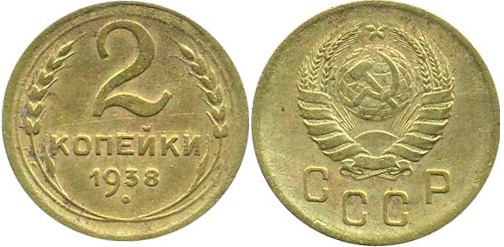
2 копейки, алюминиевая бронза, 1938.
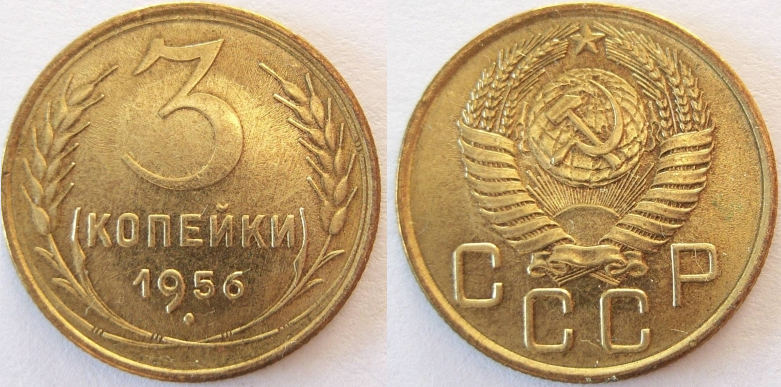
3 копейки, алюминиевая бронза, 1956.
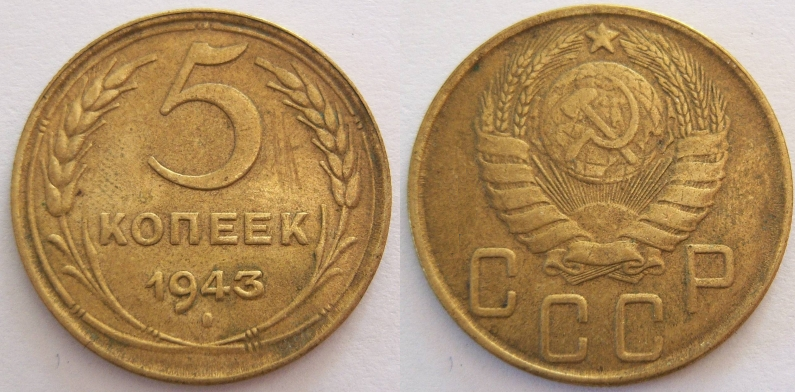
5 копеек, алюминиевая бронза, 1943.
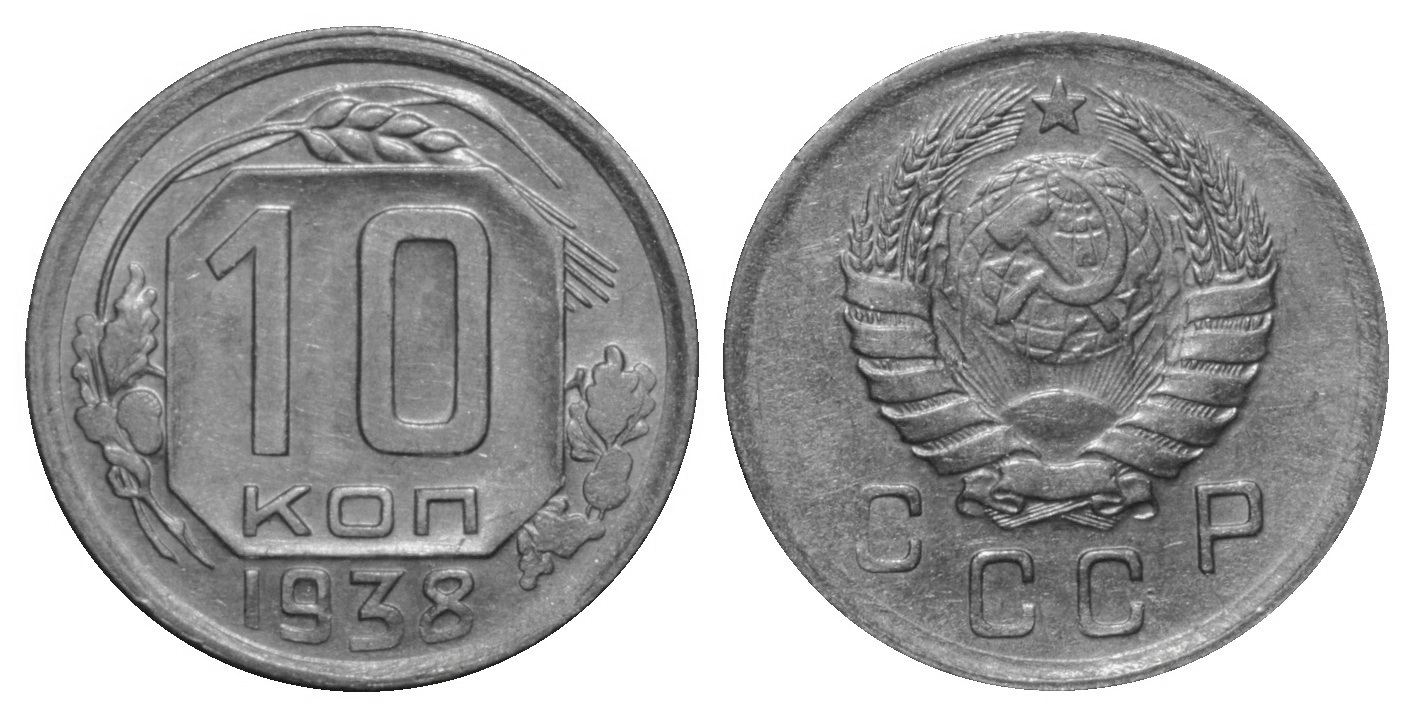
10 копеек, медно-никелевый сплав, 1938.
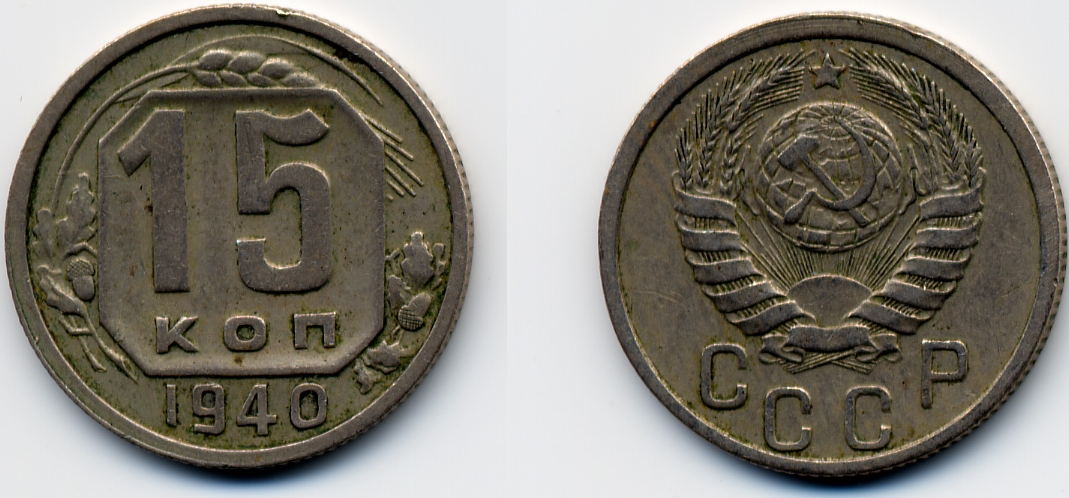
15 копеек, медно-никелевый сплав, 1940.
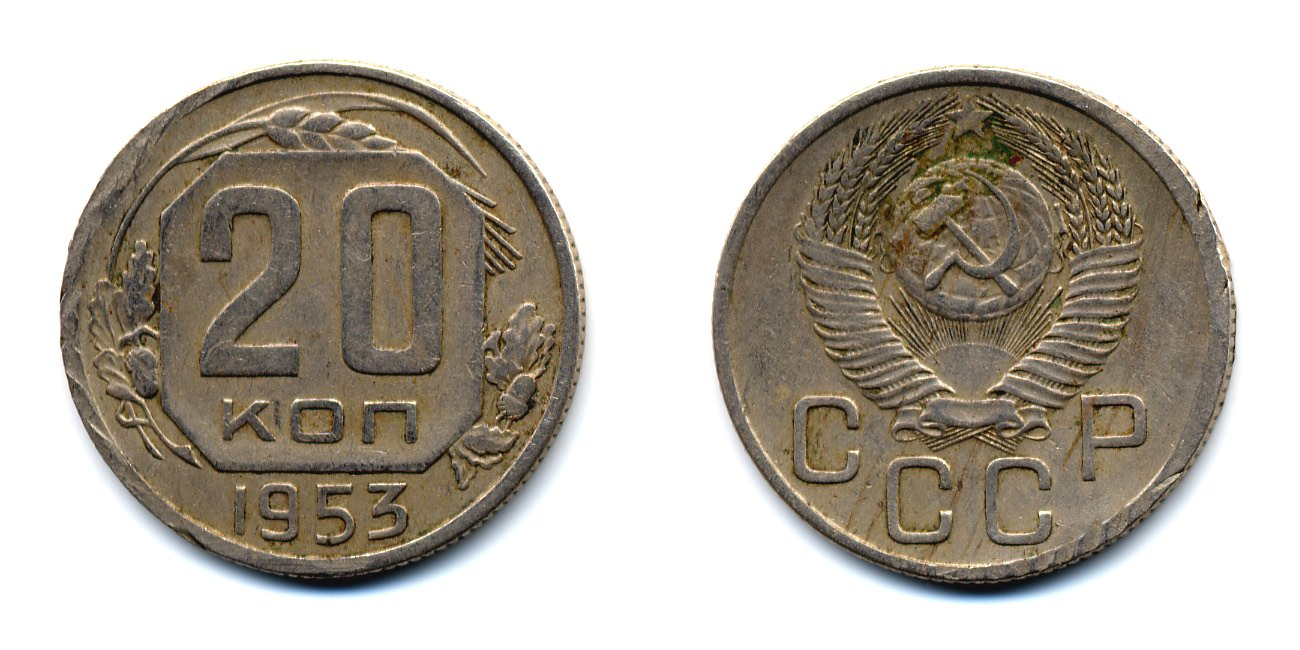
20 копеек, медно-никелевый сплав, 1953.

## Монеты 1961—1991 годов
В 1958 году был выпущен пробный набор монет различных номиналов (до 5 рублей) с новым дизайном, однако решение о реформе было тогда отложено. Дизайн этого пробного выпуска был использован для монет, введенных в обращение в 1961 году.
В мае 1960 года сессией Верховного Совета СССР было одобрено принятое Советом Министров постановление об изменении масштаба цен в 10 раз (1 рубль новыми деньгами вместо 10 старых рублей) и о замене обращавшихся до 1 января 1961 года денег новыми деньгами. С 1 января 1961 года новые монеты и бумажные деньги были введены в обращение. Реформа 1961 года ввела новые монеты: комплект монет пополнился двумя новыми видами — 50 копейками и рублём. 1, 2, 3 и 5 копеек чеканятся из медно-цинкового сплава (латуни), а 10, 15, 20, 50 копеек и 1 рубль — из медно-никелево-цинкового сплава.
Изменение материала монет сказалось на их качестве, повысив их износостойкость. Изменился и оттенок: монеты в 1, 2, 3 и 5 копеек вместо прежнего лимонно-жёлтого приобрели светло-коричневатый оттенок (превращался в тёмно-коричневый по мере окисления), а более крупные монеты вместе прежнего тёмно-серого (чернел при окислении) — тёпло-белый (становился слегка зеленоватым по мере их окисления).
Рисунок лицевой стороны монет немного изменился: надпись «СССР» стала располагаться не полукругом, а в строку, буквы вместо угловатых стали округлыми. Рисунок оборотной стороны также изменился: обозначение номинала и даты чеканки располагались, как и прежде, но обрамлены венком несколько изменённого рисунка (дата на 10, 15 и 20 копейках делит этот венок на 2 части). Рубль своей оборотной стороной повторяет тип бронзовых номиналов и пятидесятикопеечника; лицевая сторона — иная: Государственный герб окружён круглой рамкой и надписью «Союз Советских Социалистических Республик». На гурте 50 копеек и рубля помещены надписи «50 копеек» и дата, «Один рубль» и дата, однако первый выпуск этих монет (1961 года) надписи на гурте не имеет.
В 1960—1980 годах мелкие разменные монеты Болгарии (стотинки) были внешне похожи на советские копейки (1, 2, 10 и 20 стотинок — на 1, 2, 10 и 20 копеек, 5 стотинок — на 3 копейки), хотя их масса не была идентичной. Болгарские монеты охотно «принимали» таксофоны и автоматы по продаже газированной воды, их можно было разменять в автоматах метрополитена, ими нередко можно было получить на сдачу в магазинах, попадались они даже в банковских упаковках. Обменный курс болгарского лева к рублю поддерживался на уровне 1:1, однако в 1991 году от паритета было решено отказаться.
Также в 1961 году были отчеканены и пробные монеты достоинством ½ копейки — в бронзовом сплаве. После выпуска пробной партии монет стало ясно, что их чеканка слишком дорого обходится стране, и поэтому от её использования отказались.
В конце 1990 года было принято решение о маркировке монет (справа под государственным гербом страны указывался монетный двор, где была отчеканена монета). Буква «М» означала, что монета была отчеканена на Московском монетном дворе, буква «Л» — на Ленинградском. К маркировке приступили в 1991 году, однако небольшая часть монет (5 и 10 копеек) была промаркирована в конце 1990 года.

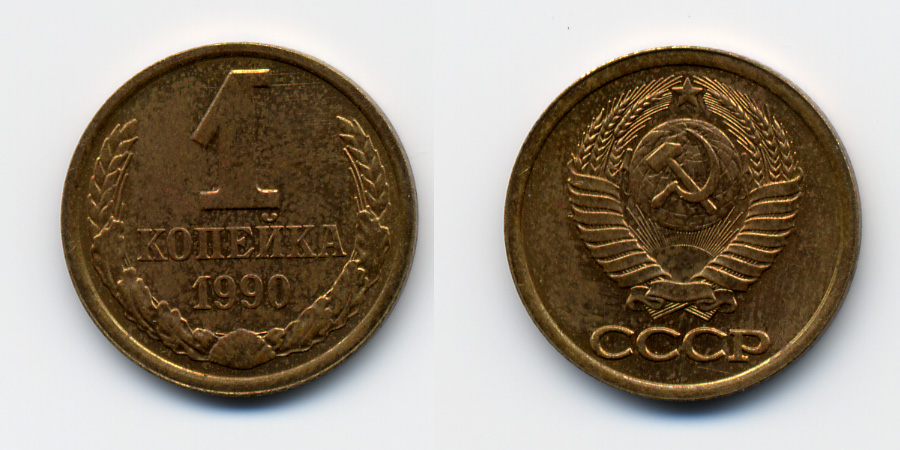
1 копейка, медно-цинковый сплав, 1990
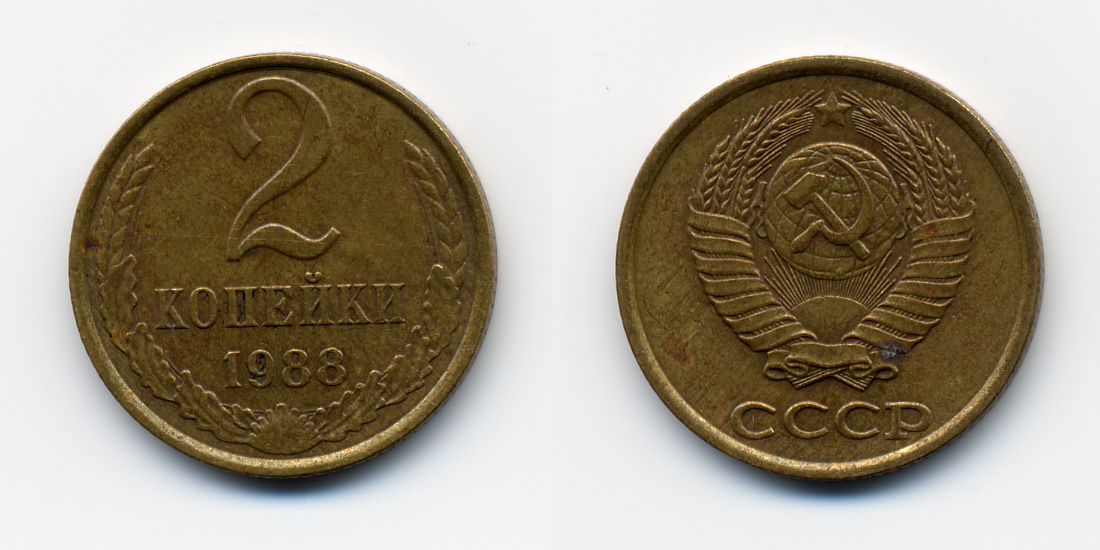
2 копейки, медно-цинковый сплав, 1988
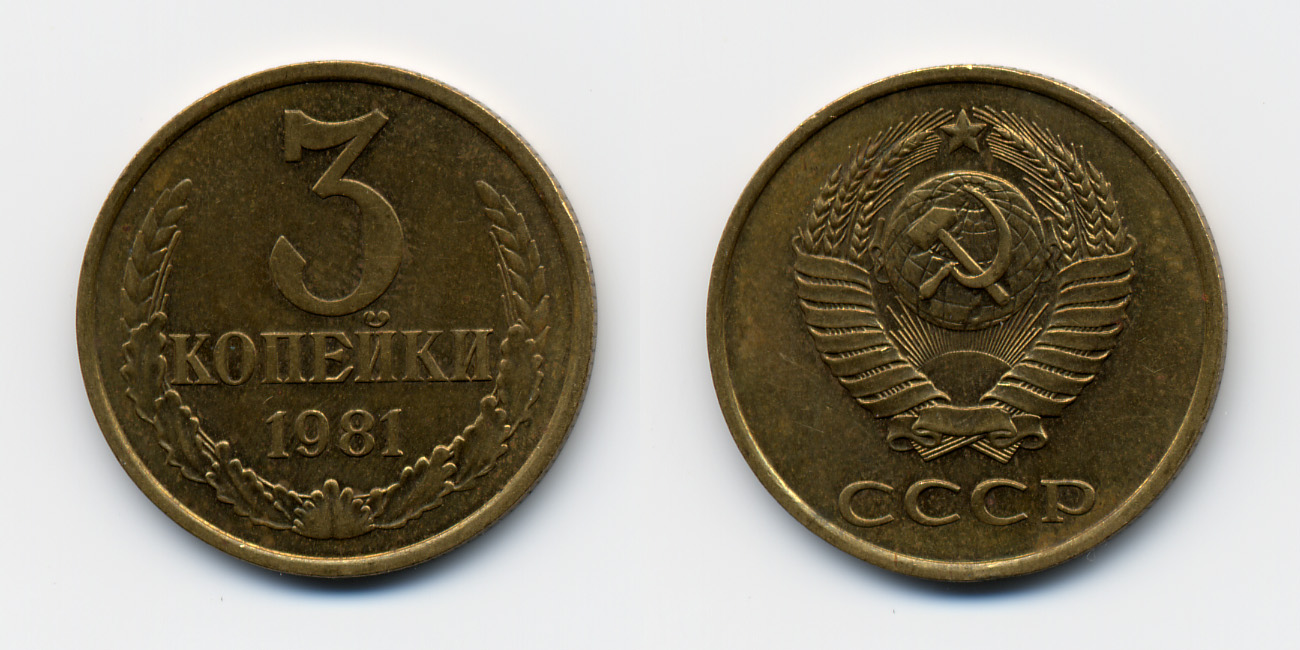
3 копейки, медно-цинковый сплав, 1981
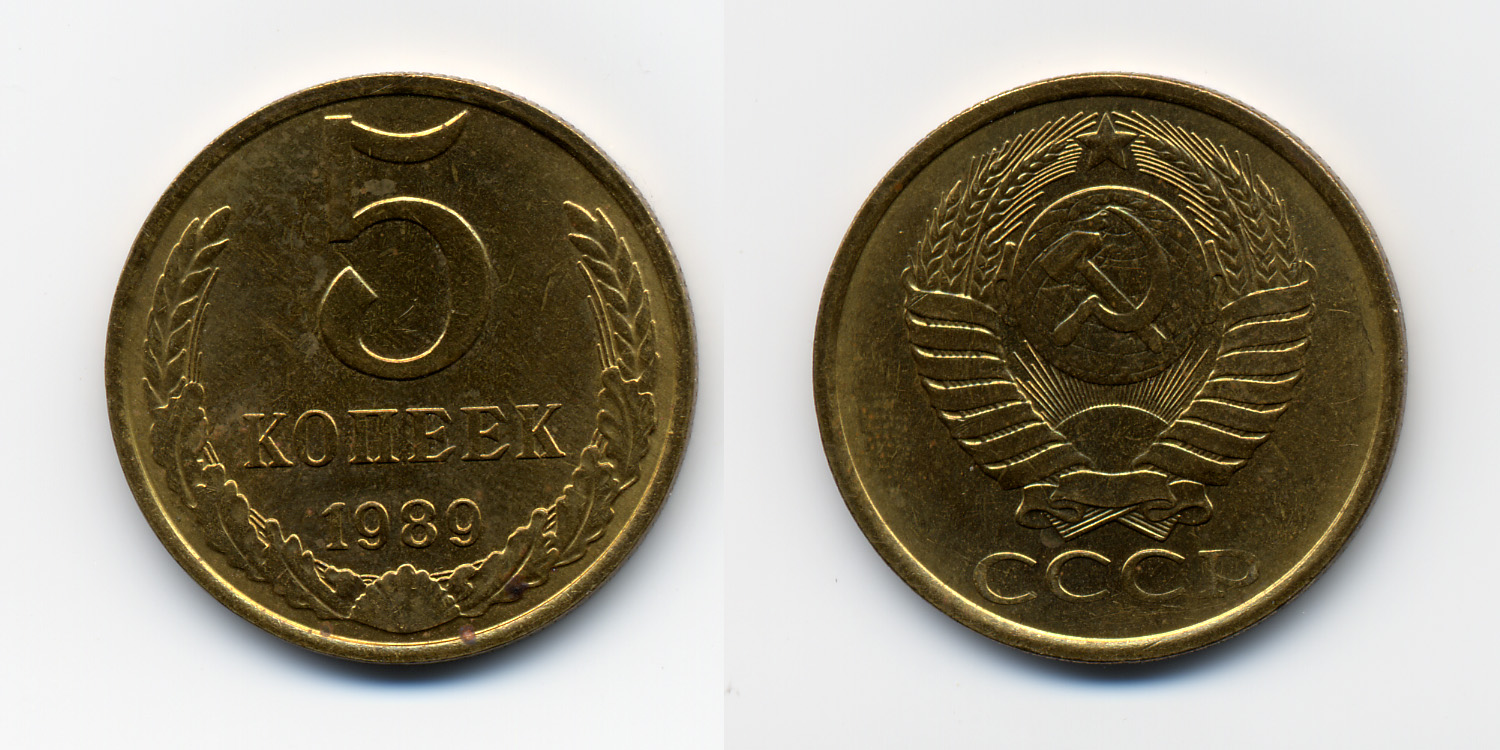
5 копеек, медно-цинковый сплав, 1989
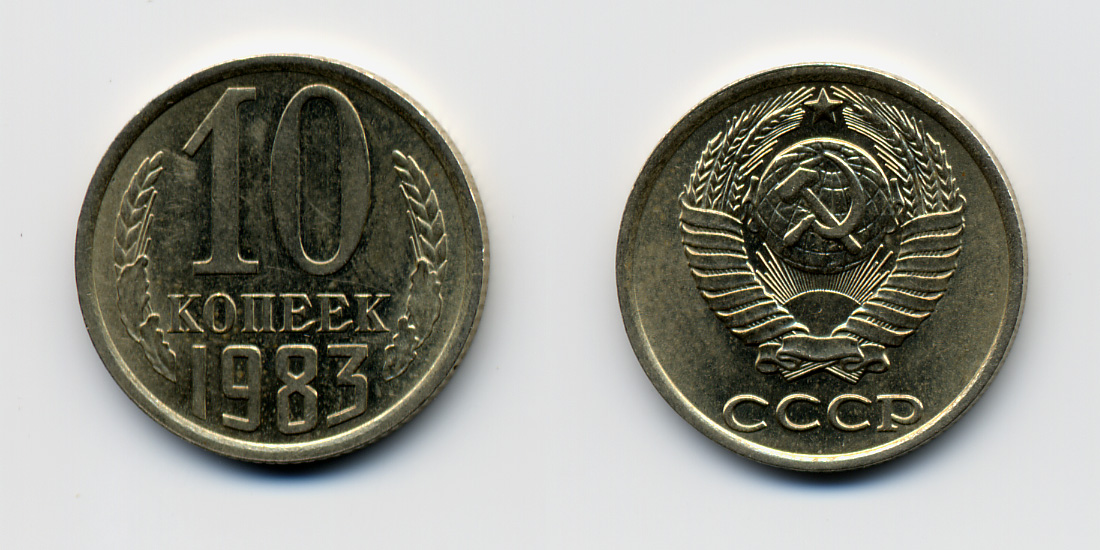
10 копеек, медно-никелевый сплав, 1983
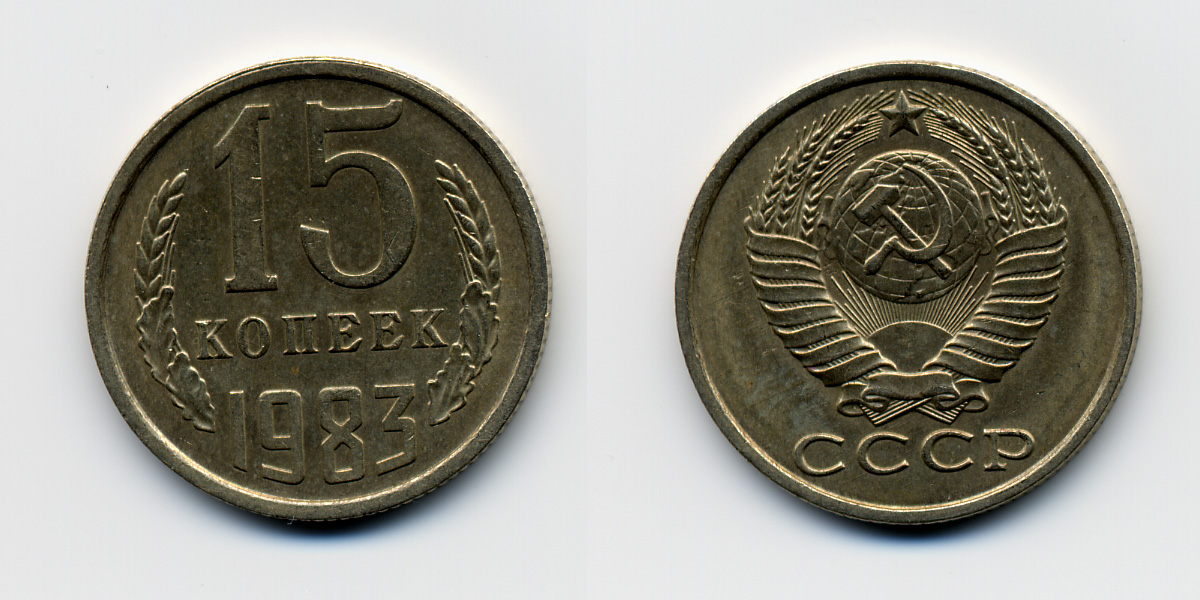
15 копеек, медно-никелевый сплав, 1983
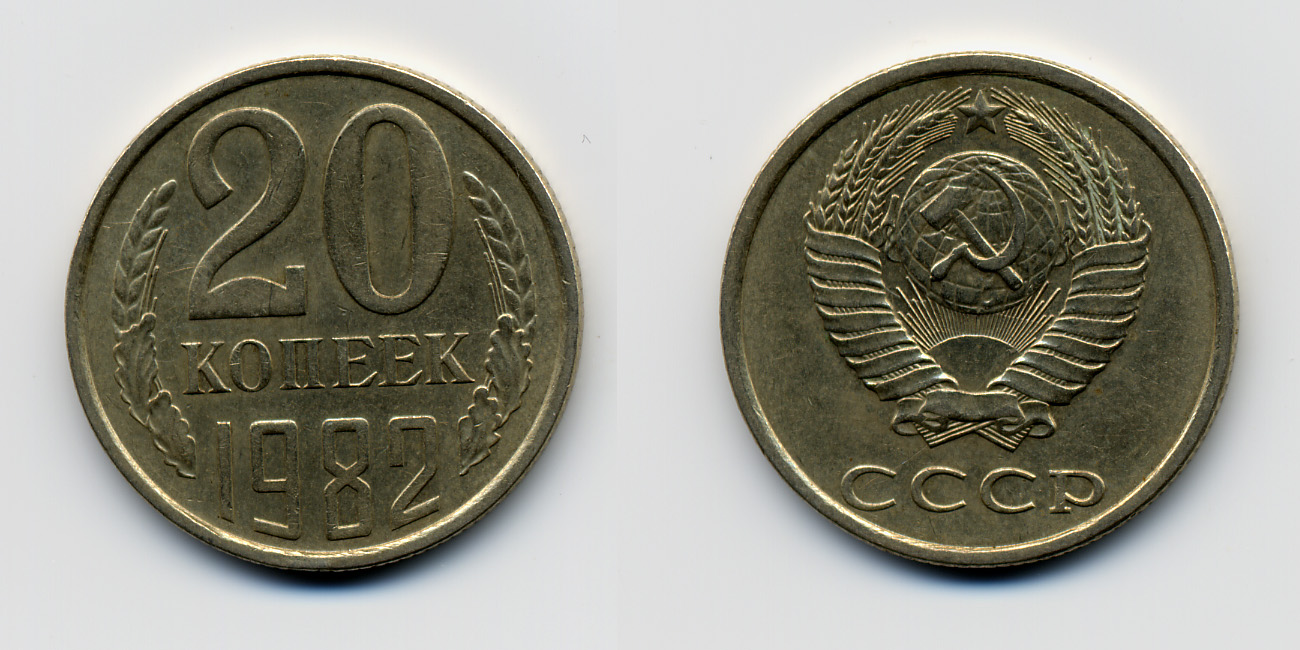
20 копеек, медно-никелевый сплав, 1982
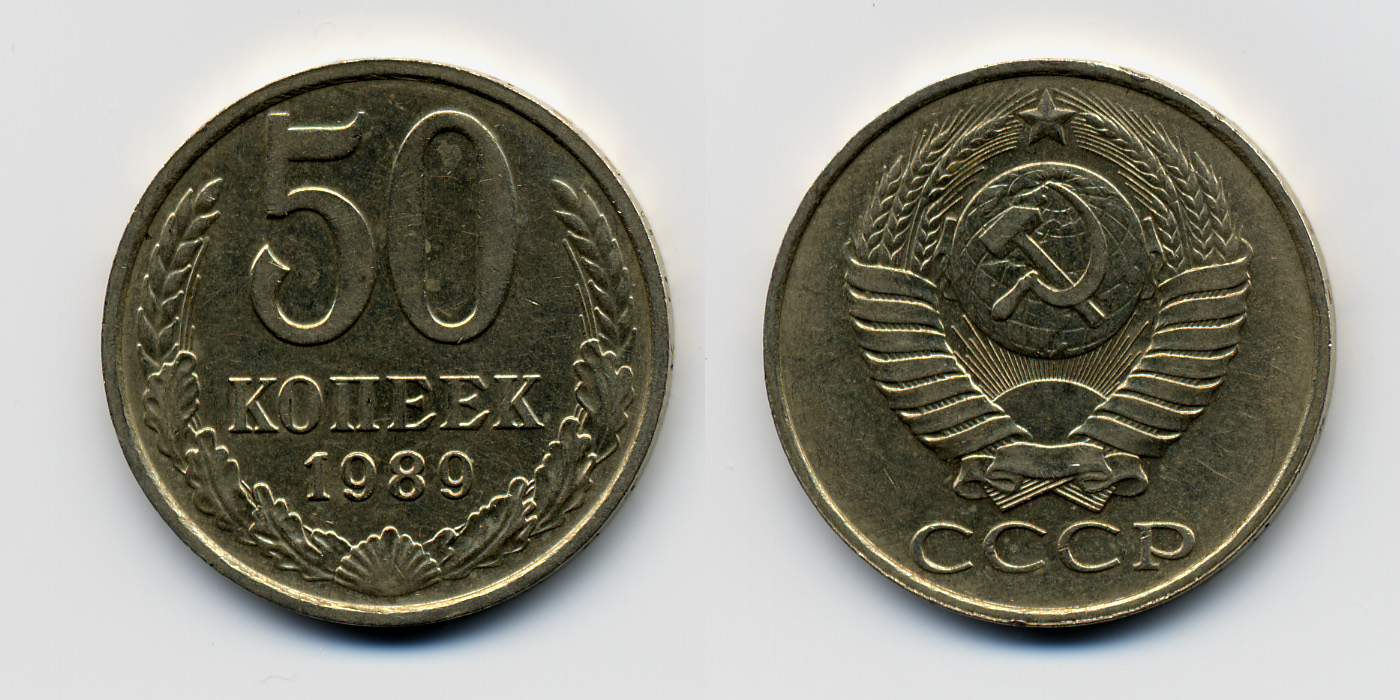
50 копеек, медно-никелевый сплав, 1989
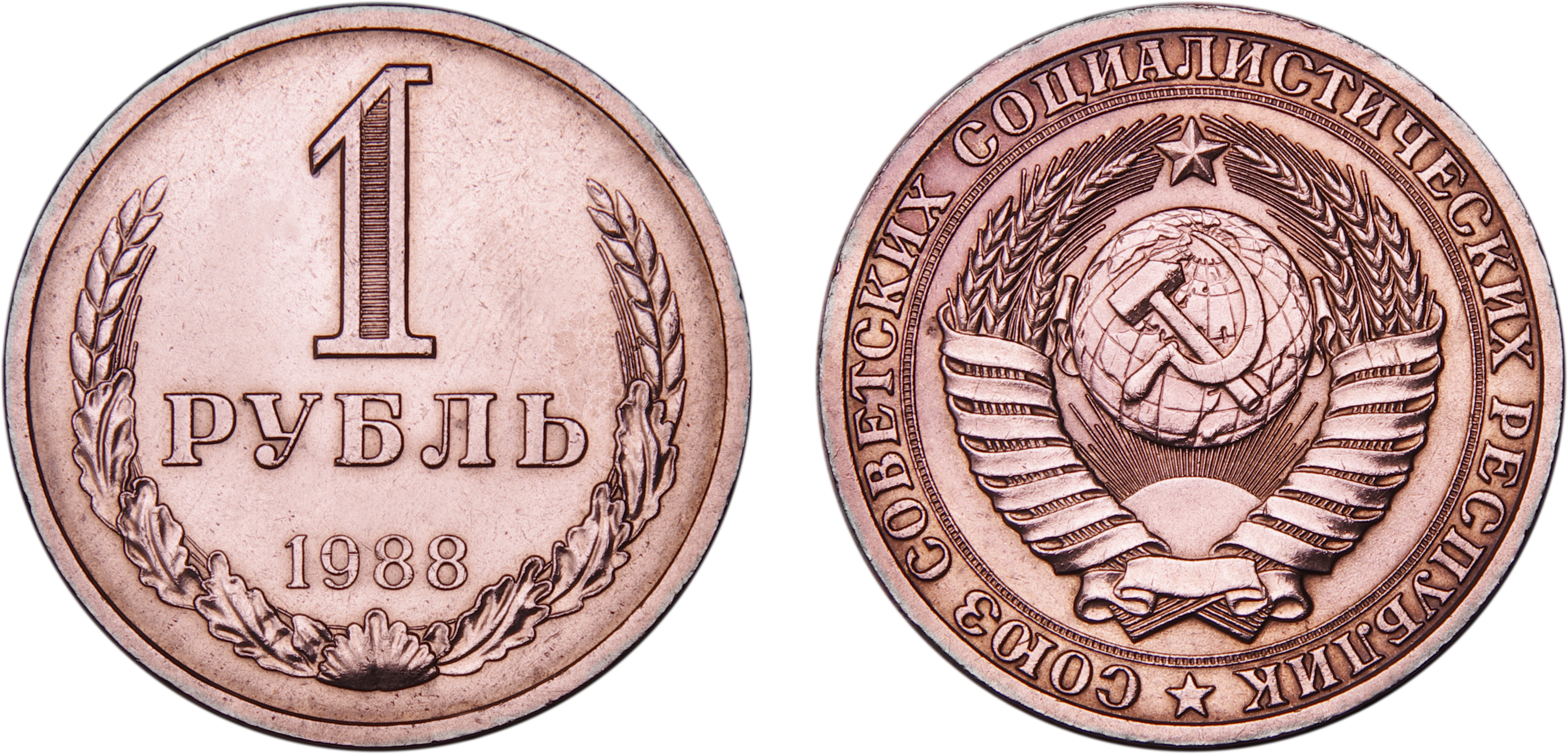
1 рубль, медно-никелевый сплав, 1988

## Монеты 1991—1992 годов
В 1991 году произошла очередная денежная реформа. Указом от 22 января 1991 года проведении реформы не предусматривался выпуск новых монет, но в том же году были введены в обращение новые монеты в 10 и 50 копеек, 1, 5 и 10 рублей. 10 копеек чеканились из стали, покрытой бронзой, 50 копеек, 1 и 5 рублей — в медно-никелевом сплаве. 10 рублей — биметаллические, центр — из медно-цинкового сплава, кольцо — из медно-никелевого. На монетах также стоит знак монетного двора, на котором они были отчеканены. 10 копеек чеканились только на Московском монетном дворе, 50 копеек и 1 рубль — только на Ленинградском, а 5 и 10 рублей — на обоих монетных дворах.
Некоторое количество биметаллических 10-рублевых монет в стиле монет СССР образца 1991 года было отчеканено на Санкт-Петербургском монетном дворе в начале 1992 года.
Эти монеты отличаются от начатого в том же году регулярного выпуска монометаллической 10-рублёвой монеты с двуглавым орлом и являются нумизматической редкостью. Их стоимость начинается от 10 000 рублей.

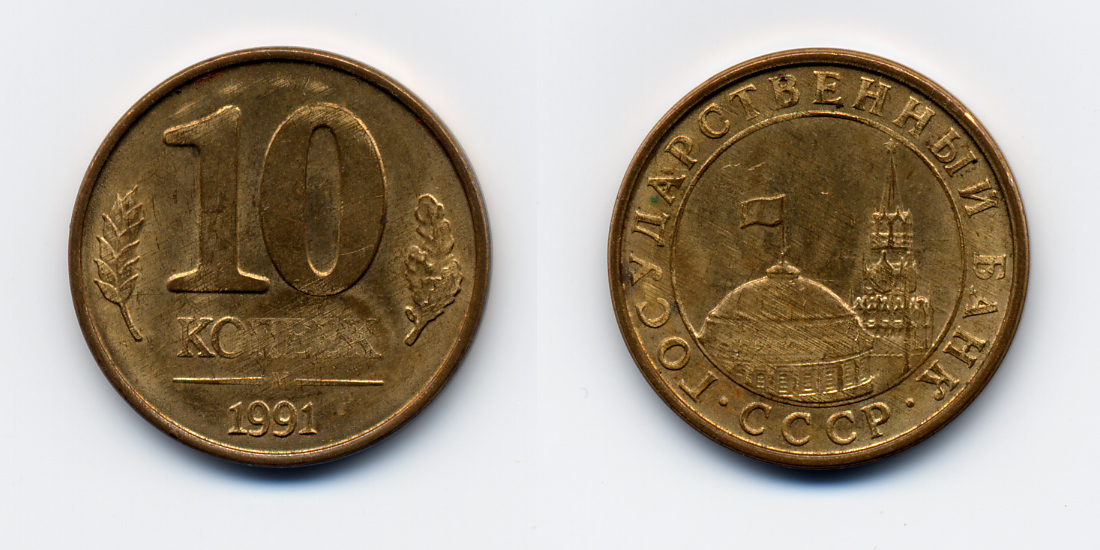
10 копеек, сталь, покрытая бронзой, 1991
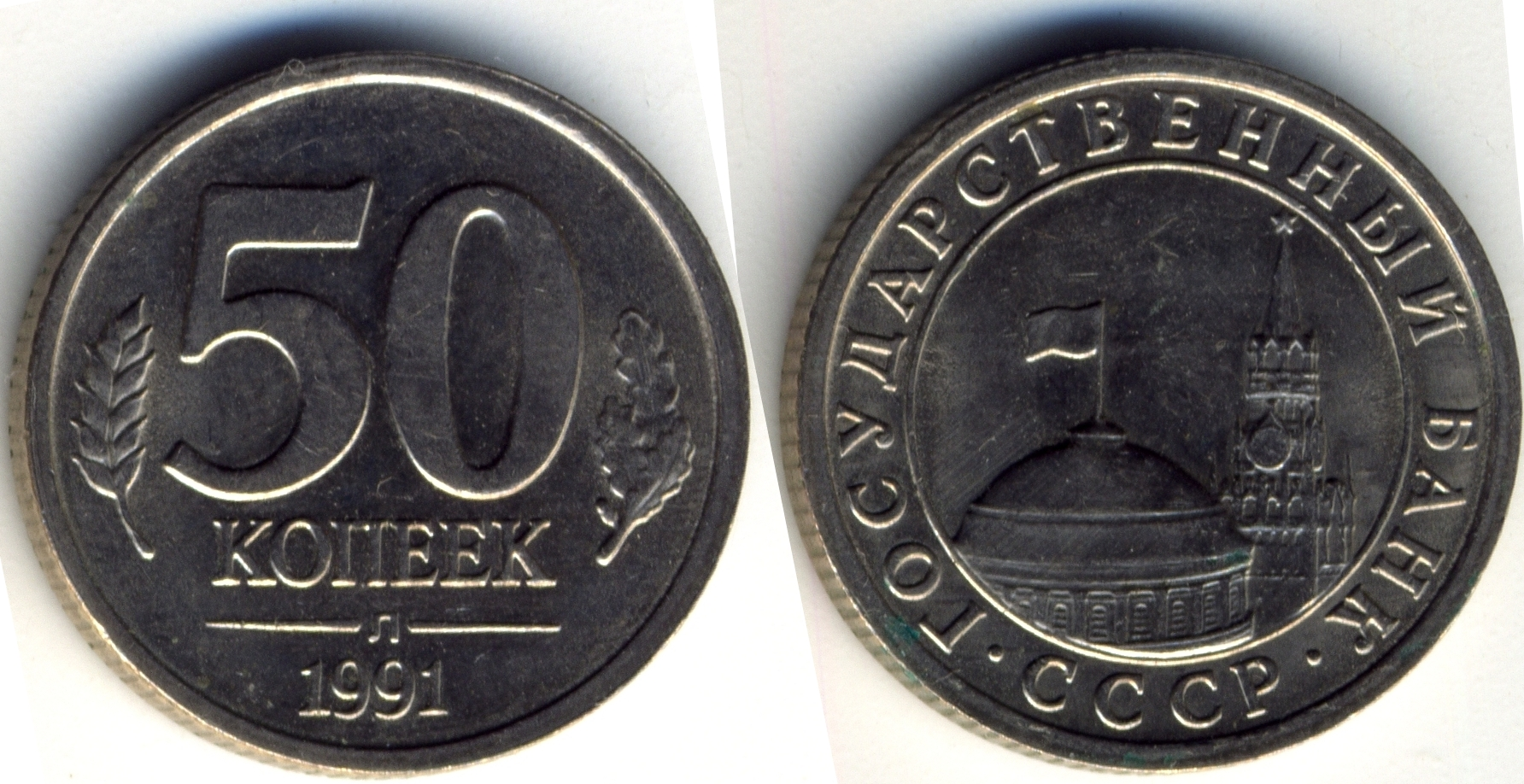
50 копеек, медно-никелевый сплав, 1991
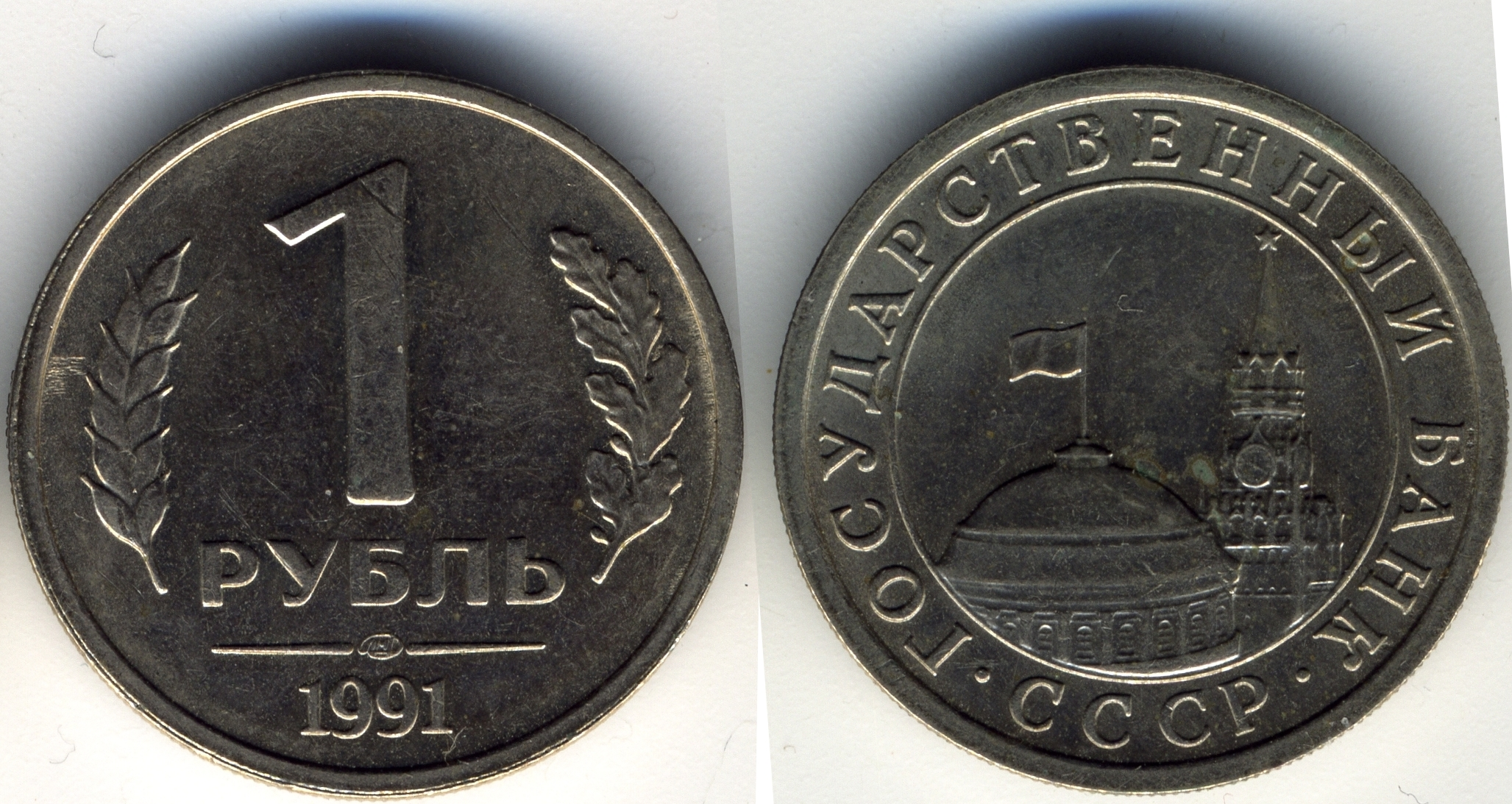
1 рубль, медно-никелевый сплав, 1991
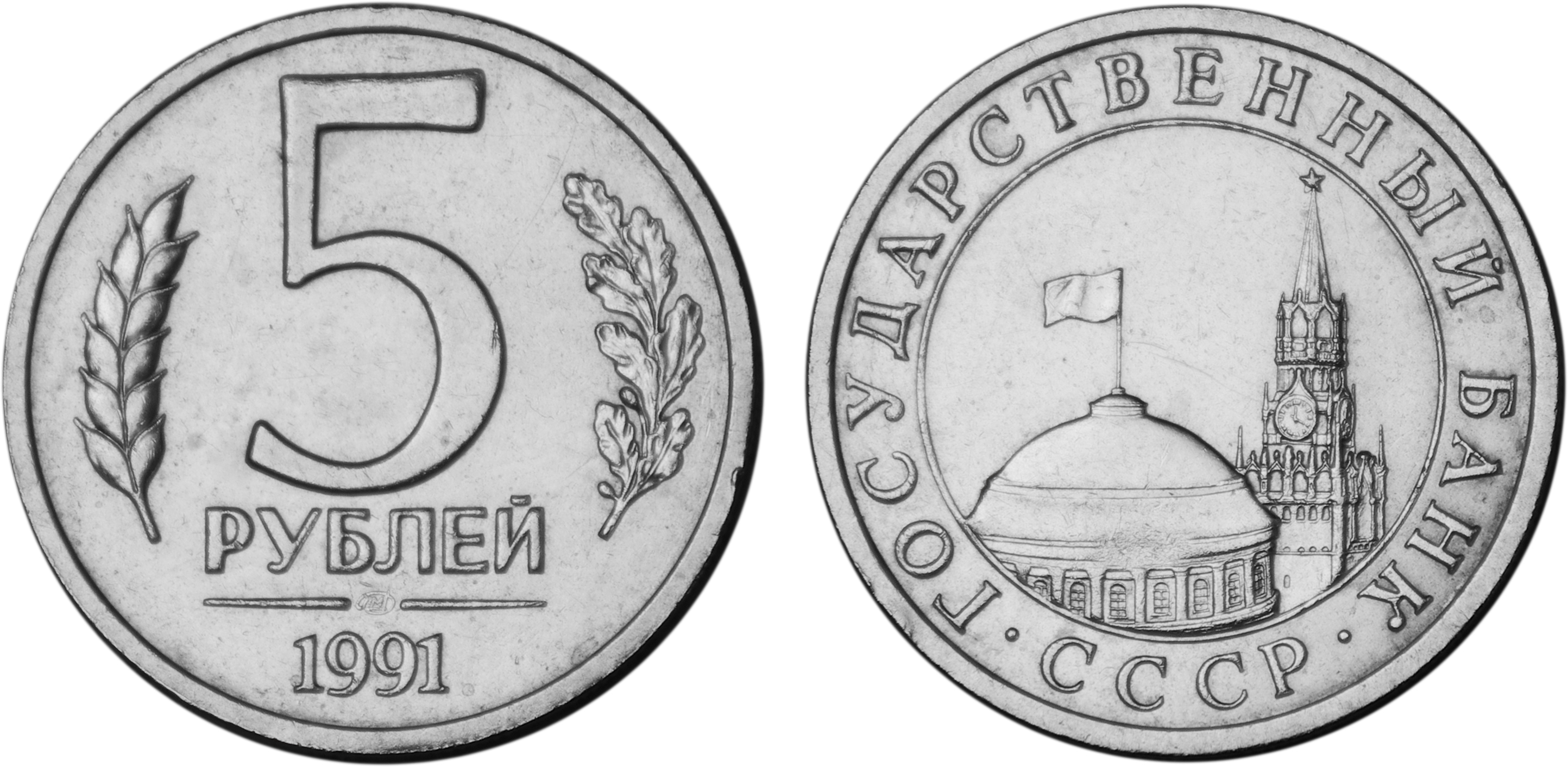
5 рублей, медно-никелевый сплав, 1991
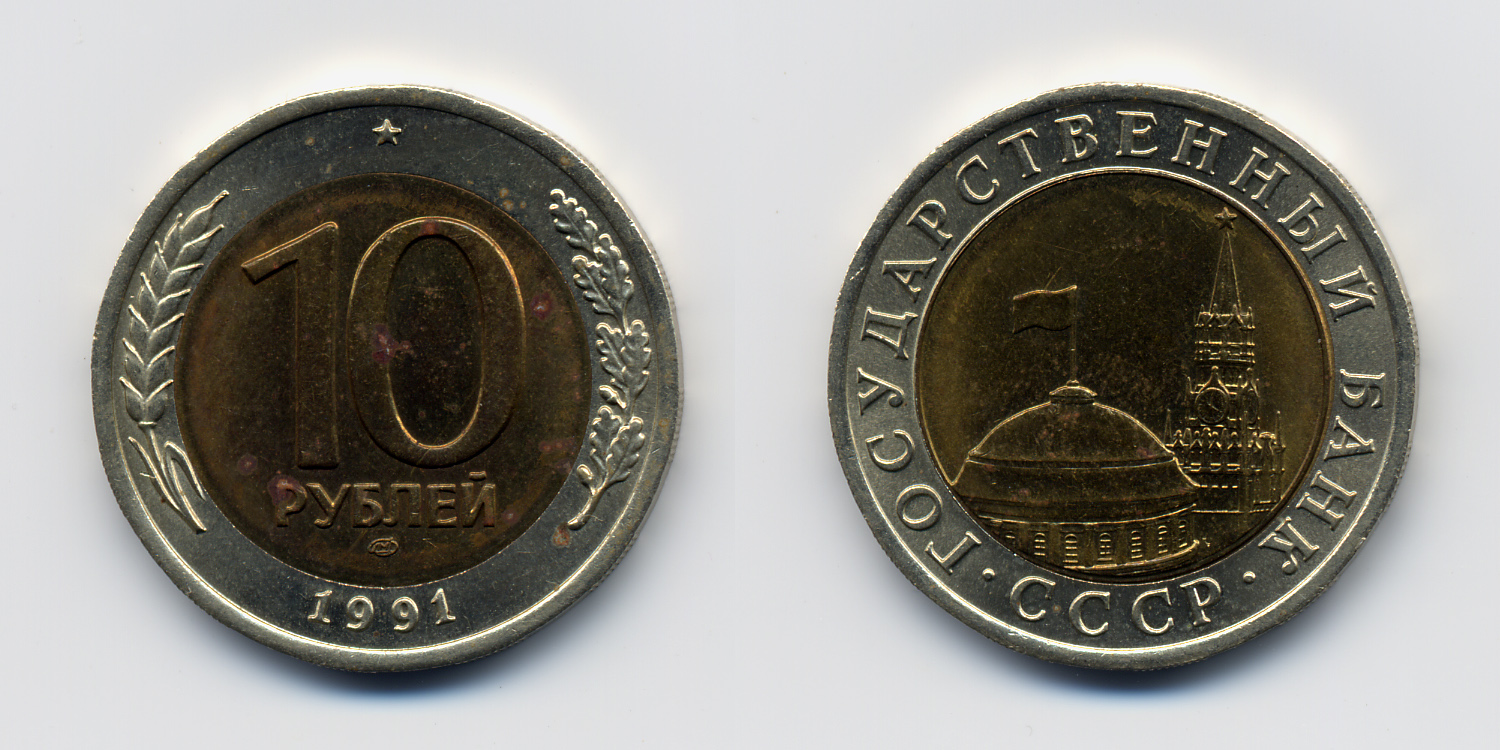
10 рублей, медно-цинковый сплав (центр), медно-никелевый сплав (кольцо), 1991

## Юбилейные и памятные монеты
Юбилейные и памятные монеты СССР — монеты Госбанка СССР, посвящённые различным юбилеям, памятным событиям, а также различным зданиям, памятникам, животным и т. д.

### Монеты из недрагоценных металлов
В 1965 году была выпущена первая юбилейная монета СССР, достоинством в 1 рубль, предназначенная для обращения. Она была посвящена 20-летию победы над фашизмом. В последующие года выпускались монеты достоинством в 1, 3 и 5 рублей, а также монеты достоинством в 10, 15, 20 и 50 копеек.
Все монеты чеканились из медно-никелевого сплава. Все монеты, кроме серии 1-рублёвок 1991 года, посвящённых олимпиаде в Барселоне, выпускались в обращение.
| Юбилейные и памятные монеты из недрагоценных металлов (1961—1991) | Юбилейные и памятные монеты из недрагоценных металлов (1961—1991) | Юбилейные и памятные монеты из недрагоценных металлов (1961—1991) | Юбилейные и памятные монеты из недрагоценных металлов (1961—1991) | Юбилейные и памятные монеты из недрагоценных металлов (1961—1991) |
| Изображение                                                       | Номинал                                                           | Описание                                                          | Год                                                               | Серия                                                             |
| ----------------------------------------------------------------- | ----------------------------------------------------------------- | ----------------------------------------------------------------- | ----------------------------------------------------------------- | ----------------------------------------------------------------- |
|                                                                   | 1 рубль                                                           | 20 лет Победы над Германией                                       | 1965                                                              |                                                                   |
|                                                                   | 10 копеек                                                         | 50 лет Советской власти                                           | 1967                                                              | 50 лет Советской власти                                           |
|                                                                   | 15 копеек                                                         | 50 лет Советской власти                                           | 1967                                                              | 50 лет Советской власти                                           |
|                                                                   | 20 копеек                                                         | 50 лет Советской власти                                           | 1967                                                              | 50 лет Советской власти                                           |
|                                                                   | 50 копеек                                                         | 50 лет Советской власти                                           | 1967                                                              | 50 лет Советской власти                                           |
|                                                                   | 1 рубль                                                           | 50 лет Советской власти                                           | 1967                                                              | 50 лет Советской власти                                           |
|                                                                   | 1 рубль                                                           | 100 лет со дня рождения В. И. Ленина                              | 1970                                                              |                                                                   |
|                                                                   | 1 рубль                                                           | 30 лет Победы в Великой Отечественной войне                       | 1975                                                              |                                                                   |
|                                                                   | 1 рубль                                                           | 60 лет Советской власти                                           | 1977                                                              |                                                                   |
|                                                                   | 1 рубль                                                           | Олимпиада 1980. Эмблема Олимпийских игр                           | 1977                                                              | Игры XXII Олимпиады. Москва. 1980                                 |
|                                                                   | 1 рубль                                                           | Олимпиада 1980. Московский Кремль                                 | 1978                                                              | Игры XXII Олимпиады. Москва. 1980                                 |
|                                                                   | 1 рубль                                                           | Олимпиада 1980. Здание МГУ                                        | 1979                                                              | Игры XXII Олимпиады. Москва. 1980                                 |
|                                                                   | 1 рубль                                                           | Олимпиада 1980. Обелиск покорителям космоса                       | 1979                                                              | Игры XXII Олимпиады. Москва. 1980                                 |
|                                                                   | 1 рубль                                                           | Олимпиада 1980. Здание Моссовета                                  | 1980                                                              | Игры XXII Олимпиады. Москва. 1980                                 |
|                                                                   | 1 рубль                                                           | Олимпиада 1980. Олимпийский факел                                 | 1980                                                              | Игры XXII Олимпиады. Москва. 1980                                 |
|                                                                   | 1 рубль                                                           | 20 лет полёта в космос Ю. Гагарина                                | 1981                                                              |                                                                   |
|                                                                   | 1 рубль                                                           | Дружба навеки                                                     | 1981                                                              |                                                                   |
|                                                                   | 1 рубль                                                           | 60 лет образования СССР                                           | 1982                                                              |                                                                   |
|                                                                   | 1 рубль                                                           | 20 лет полёта в космос В. Терешковой                              | 1983                                                              |                                                                   |
|                                                                   | 1 рубль                                                           | 400 лет со дня смерти И. Фёдорова                                 | 1983                                                              |                                                                   |
|                                                                   | 1 рубль                                                           | 165 лет со дня рождения К. Маркса                                 | 1983                                                              |                                                                   |
|                                                                   | 1 рубль                                                           | 185 лет со дня рождения А. С. Пушкина                             | 1984                                                              |                                                                   |
|                                                                   | 1 рубль                                                           | 150 лет со дня рождения Д. И. Менделеева                          | 1984                                                              |                                                                   |
|                                                                   | 1 рубль                                                           | 125 лет со дня рождения А. С. Попова                              | 1984                                                              |                                                                   |
|                                                                   | 1 рубль                                                           | 115 лет со дня рождения В. И. Ленина                              | 1985                                                              |                                                                   |
|                                                                   | 1 рубль                                                           | 165 лет со дня рождения Ф. Энгельса                               | 1985                                                              |                                                                   |
|                                                                   | 1 рубль                                                           | 40 лет победы над Германией                                       | 1985                                                              |                                                                   |
|                                                                   | 1 рубль                                                           | Фестиваль молодёжи и студентов в Москве                           | 1985                                                              |                                                                   |
|                                                                   | 1 рубль                                                           | 275 лет со дня рождения М. В. Ломоносова                          | 1986                                                              |                                                                   |
|                                                                   | 1 рубль                                                           | Международный год мира                                            | 1986                                                              |                                                                   |
|                                                                   | 1 рубль                                                           | 175 лет Бородино. Барельеф                                        | 1987                                                              |                                                                   |
|                                                                   | 1 рубль                                                           | 175 лет Бородино. Обелиск                                         | 1987                                                              |                                                                   |
|                                                                   | 1 рубль                                                           | 130 лет со дня рождения К. Э. Циолковского                        | 1987                                                              |                                                                   |
|                                                                   | 1 рубль                                                           | 70 лет Октябрьской революции                                      | 1987                                                              | 70 лет Великой Октябрьской социалистической революции             |
|                                                                   | 3 рубля                                                           | 70 лет Октябрьской революции                                      | 1987                                                              | 70 лет Великой Октябрьской социалистической революции             |
|                                                                   | 5 рублей                                                          | 70 лет Октябрьской революции                                      | 1987                                                              | 70 лет Великой Октябрьской социалистической революции             |
|                                                                   | 1 рубль                                                           | 120 лет со дня рождения А. М. Горького                            | 1988                                                              |                                                                   |
|                                                                   | 1 рубль                                                           | 160 лет со дня рождения Л. Н. Толстого                            | 1988                                                              |                                                                   |
|                                                                   | 5 рублей                                                          | Памятник Петру I в Ленинграде                                     | 1988                                                              |                                                                   |
|                                                                   | 5 рублей                                                          | Памятник «Тысячелетие России» в Новгороде                         | 1988                                                              |                                                                   |
|                                                                   | 5 рублей                                                          | Софийский собор в Киеве                                           | 1988                                                              |                                                                   |
|                                                                   | 1 рубль                                                           | 150 лет со дня рождения М. П. Мусоргского                         | 1989                                                              |                                                                   |
|                                                                   | 1 рубль                                                           | 175 лет со дня рождения Т. Г. Шевченко                            | 1989                                                              |                                                                   |
|                                                                   | 1 рубль                                                           | 175 лет со дня рождения М. Ю. Лермонтова                          | 1989                                                              |                                                                   |
|                                                                   | 1 рубль                                                           | 100 лет со дня рождения Х. Х. Ниязи                               | 1989                                                              |                                                                   |
|                                                                   | 1 рубль                                                           | 100 лет со дня смерти М. Эминеску                                 | 1989                                                              |                                                                   |
|                                                                   | 3 рубля                                                           | Помощь пострадавшим от землетрясения в Армении                    | 1989                                                              |                                                                   |
|                                                                   | 5 рублей                                                          | Собор Покрова на Рву в Москве                                     | 1989                                                              |                                                                   |
|                                                                   | 5 рублей                                                          | Ансамбль Регистан в Самарканде                                    | 1989                                                              |                                                                   |
|                                                                   | 5 рублей                                                          | Благовещенский собор в Москве                                     | 1989                                                              |                                                                   |
|                                                                   | 1 рубль                                                           | 130 лет со дня рождения А. П. Чехова                              | 1990                                                              |                                                                   |
|                                                                   | 1 рубль                                                           | 150 лет со дня рождения П. И. Чайковского                         | 1990                                                              |                                                                   |
|                                                                   | 1 рубль                                                           | Маршал СССР Г. К. Жуков                                           | 1990                                                              |                                                                   |
|                                                                   | 1 рубль                                                           | 500 лет со дня рождения Ф. Скорины                                | 1990                                                              |                                                                   |
|                                                                   | 1 рубль                                                           | 125 лет со дня рождения Я. Райниса                                | 1990                                                              |                                                                   |
|                                                                   | 5 рублей                                                          | Большой дворец в Петродворце                                      | 1990                                                              |                                                                   |
|                                                                   | 5 рублей                                                          | Успенский собор в Москве                                          | 1990                                                              |                                                                   |
|                                                                   | 5 рублей                                                          | Матенадаран в Ереване                                             | 1990                                                              |                                                                   |
|                                                                   | 1 рубль                                                           | 550 лет со дня рождения А. Навои                                  | 1991                                                              |                                                                   |
|                                                                   | 1 рубль                                                           | 125 лет со дня рождения П. Н. Лебедёва                            | 1991                                                              |                                                                   |
|                                                                   | 1 рубль                                                           | 100 лет со дня рождения С. С. Прокофьева                          | 1991                                                              |                                                                   |
|                                                                   | 1 рубль                                                           | Махтумкули                                                        | 1991                                                              |                                                                   |
|                                                                   | 1 рубль                                                           | 100 лет со дня рождения К. В. Иванова                             | 1991                                                              |                                                                   |
|                                                                   | 1 рубль                                                           | 850 лет со дня рождения Н. Гянджеви                               | 1991                                                              |                                                                   |
|                                                                   | 1 рубль                                                           | Олимпиада в Барселоне. Бег                                        | 1991                                                              | XXV Олимпийские игры 1992 года, Барселона                         |
|                                                                   | 1 рубль                                                           | Олимпиада в Барселоне. Прыжки в длину                             | 1991                                                              | XXV Олимпийские игры 1992 года, Барселона                         |
|                                                                   | 1 рубль                                                           | Олимпиада в Барселоне. Борьба                                     | 1991                                                              | XXV Олимпийские игры 1992 года, Барселона                         |
|                                                                   | 1 рубль                                                           | Олимпиада в Барселоне. Штанга                                     | 1991                                                              | XXV Олимпийские игры 1992 года, Барселона                         |
|                                                                   | 1 рубль                                                           | Олимпиада в Барселоне. Велосипед                                  | 1991                                                              | XXV Олимпийские игры 1992 года, Барселона                         |
|                                                                   | 1 рубль                                                           | Олимпиада в Барселоне. Метание копья                              | 1991                                                              | XXV Олимпийские игры 1992 года, Барселона                         |
|                                                                   | 3 рубля                                                           | 50 лет победы под Москвой                                         | 1991                                                              |                                                                   |
|                                                                   | 5 рублей                                                          | Архангельский собор в Москве                                      | 1991                                                              |                                                                   |
|                                                                   | 5 рублей                                                          | Здание Госбанка СССР в Москве                                     | 1991                                                              |                                                                   |
|                                                                   | 5 рублей                                                          | Памятник Давиду Сасунскому в Ереване                              | 1991                                                              |                                                                   |

В 1991 году была проведена денежная реформа. В 1991 году были выпущены две 5-рублёвки, посвященные животным из Красной книги СССР. Монеты чеканились на Ленинградском монетном дворе, из биметалла. Центр был сделан из медно-цинкового сплава, кольцо из медно-никелевого.
| Юбилейные и памятные монеты из недрагоценных металлов (1991) | Юбилейные и памятные монеты из недрагоценных металлов (1991) | Юбилейные и памятные монеты из недрагоценных металлов (1991) | Юбилейные и памятные монеты из недрагоценных металлов (1991) |
| Изображение                                                  | Номинал                                                      | Описание                                                     | Год                                                          |
| ------------------------------------------------------------ | ------------------------------------------------------------ | ------------------------------------------------------------ | ------------------------------------------------------------ |
|                                                              | 5 рублей                                                     | Рыбный филин                                                 | 1991                                                         |
|                                                              | 5 рублей                                                     | Винторогий козёл                                             | 1991                                                         |

## Ошибочные монеты

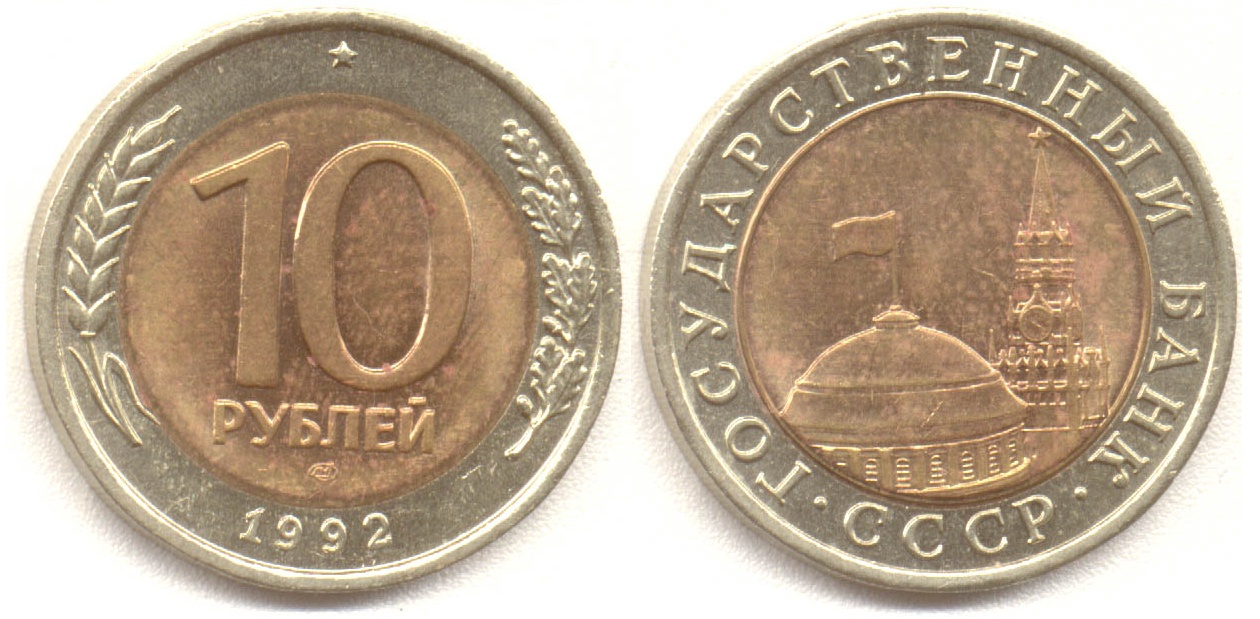
10 рублей, 1992 (ошибочная монета, редкая) Лмд

## Новоделы

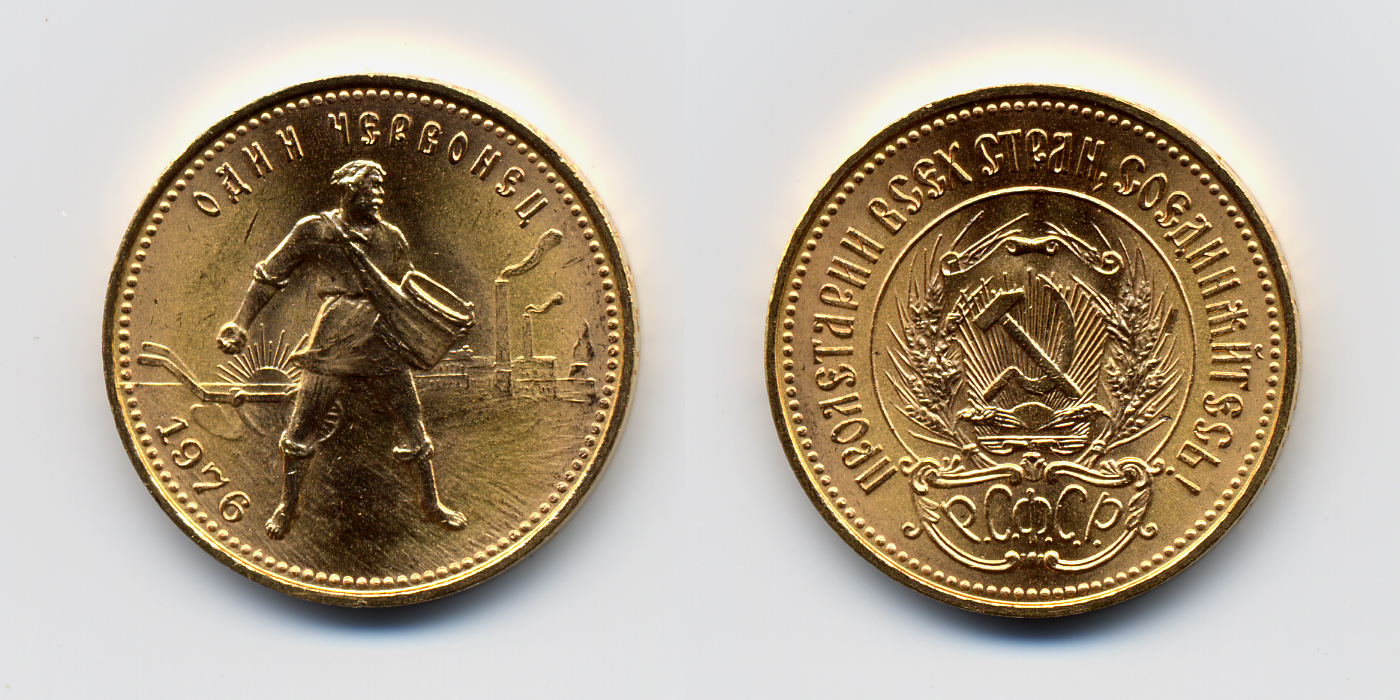
1 червонец, золото, 1976

Новодельный червонец по образцу монеты 1923 года выпускался с 1975 по 1982 год. Первоначально (в 1975—1976 годах) надпись на гурте не делали, позже на нём начали указывать обозначение монетного двора (ММД — Московский монетный двор, ЛМД — Ленинградский).
В 1988 году были выпущены новоделы юбилейных монет, чеканенных ранее. На гурте монет была сделана надпись «1988 • Н».
| Новоделы юбилейных монет (1965—1986) | Новоделы юбилейных монет (1965—1986)        | Новоделы юбилейных монет (1965—1986) |
| Номинал                              | Описание                                    | Год первой чеканки                   |
| ------------------------------------ | ------------------------------------------- | ------------------------------------ |
| 1 рубль                              | 20 лет Победы над Германией                 | 1965                                 |
| 1 рубль                              | 50 лет Советской власти                     | 1967                                 |
| 1 рубль                              | 30 лет Победы в Великой Отечественной войне | 1975                                 |
| 1 рубль                              | 60 лет Советской власти                     | 1977                                 |
| 1 рубль                              | 20 лет полёта в космос Ю. Гагарина          | 1981                                 |
| 1 рубль                              | Дружба навеки                               | 1981                                 |
| 1 рубль                              | 60 лет образования СССР                     | 1982                                 |
| 1 рубль                              | 20 лет полёта в космос В. Терешковой        | 1983                                 |
| 1 рубль                              | 400 лет со дня смерти И. Фёдорова           | 1983                                 |
| 1 рубль                              | 165 лет со дня рождения К. Маркса           | 1983                                 |
| 1 рубль                              | 185 лет со дня рождения А. С. Пушкина       | 1984                                 |
| 1 рубль                              | 150 лет со дня рождения Д. И. Менделеева    | 1984                                 |
| 1 рубль                              | 125 лет со дня рождения А. С. Попова        | 1984                                 |
| 1 рубль                              | 115 лет со дня рождения В. И. Ленина        | 1985                                 |
| 1 рубль                              | 165 лет со дня рождения Ф. Энгельса         | 1985                                 |
| 1 рубль                              | 40 лет победы над Германией                 | 1985                                 |
| 1 рубль                              | Фестиваль молодёжи и студентов в Москве     | 1985                                 |
| 1 рубль                              | 275 лет со дня рождения М. В. Ломоносова    | 1986                                 |
| 1 рубль                              | Международный год мира                      | 1986                                 |

## Пробные монеты

Пробная монета 50 копеек 1929 года (известна в единственном экземпляре).

В СССР чеканилось значительное количество пробных монет.
Причины чеканки были, как правило, следующими:
- подготовка к денежной реформе
- эксперименты с вводом новых дизайнов (как ходовых, так и юбилейных выпусков)
- эксперименты с вводом новых металлов

Всего известно несколько десятков пробных монет СССР. Большая часть сохранилась в количестве от 1 до нескольких десятков штук. Исключение представляет собой пробный тираж 1958 года — небольшая часть его попала в оборот в ходе реформы 1961 года и лишь случайно коллекционеры обнаруживали монеты с необычной датой.